# Unión Regional Deportiva 2011
La  Unión Regional Deportiva 2011 es una nueva temporada de la unión de ligas conformada por la Liga Tandilense de Fútbol, la Liga Ayacuchense de fútbol, la Liga Rauchense de fútbol y la Liga Juarense de fútbol, desarrollándose entre el 26 de marzo y el 14 de diciembre.
La temporada 2011 consagró campeón a Ferrocarril Sud (Tandil).
Obtuvieron plazas para el Torneo del Interior 2012; Ferrocarril Sud (Tandil), Defensores del Cerro (Tandil), Sarmiento (Ayacucho) y Botafogo (Rauch).

## Equipos participantes
| Equipo                                                          | Ciudad        |
| --------------------------------------------------------------- | ------------- |
| Club Atlético Ayacucho                                          | Ayacucho      |
| Club Social y Deportivo Argentino                               | Benito Juárez |
| Botafogo Fútbol Club                                            | Rauch         |
| Club Defensores Ayacucho                                        | Ayacucho      |
| Club Defensores del Cerro                                       | Tandil        |
| Club Social y Deportivo Tandil                                  | Tandil        |
| Ateneo Cultural y Deportivo José Manuel Estrada                 | Ayacucho      |
| Club Social y Deportivo Excursionistas                          | Tandil        |
| Club Atlético y Biblioteca Ferrocarril Sud                      | Tandil        |
| Club Social y Atlético Ferroviarios                             | Benito Juárez |
| Club Gimnasia y Esgrima                                         | Tandil        |
| Club Grupo Universitario                                        | Tandil        |
| Club Independiente                                              | Tandil        |
| Club Atlético Juarense                                          | Benito Juárez |
| Club Social y Deportivo Juventud Agraria                        | Rauch         |
| Club Social y Deportivo Loma Negra                              | Barker        |
| Club Deportivo San José                                         | Tandil        |
| Club Atlético San Lorenzo                                       | Rauch         |
| Club y Biblioteca Ramón Santamarina                             | Tandil        |
| Club Atlético Sarmiento                                         | Ayacucho      |
| Universidad Nacional del Centro de la provincia de Buenos Aires | Tandil        |
| Centro Social Velense                                           | M. I. Vela    |
| Club Social y Deportivo Villa Aguirre                           | Tandil        |

| Bajas                          |
| ------------------------------ |
| Atlético-Defensores (Ayacucho) |

| Altas                    |
| ------------------------ |
| Atlético Ayacucho        |
| Defensores (Ayacucho)    |
| Juventud Agraria (Rauch) |

## Sistema de disputa
Apertura: El torneo apertura se llevará a cabo en dos zonas (una de once equipos y otra de doce), por el sistema de todos contra todos  (a una rueda), clasificando los primeros ocho de cada zona a octavos de final.
Los octavos, cuartos y semifinales se jugaran a un solo partido, mientras que la final se disputará en partidos de ida y vuelta.
Clausura: El torneo clausura se llevará a cabo en dos zonas (una de once equipos y otra de doce), por el sistema de todos contra todos  (a una rueda). Originariamente se había dispuesto que clasifiquen los primeros ocho de cada zona, sin embargo sobre la marcha del torneo (luego de haberse disputado 6 de las 11 fechas), el sistema de clasificación fue modificado y se dispuso que sean cuatro los clasificados por zona. Los cuartos y semifinales se jugaran a un solo partido, mientras que la final se disputará en partidos de ida y vuelta.
Final del año: La final del año, que coronara al campeón anual, será disputada por el ganador del apertura y el ganador del clausura.

## Apertura 2011

### Posiciones finales de la Zona 1
|     | Equipos                   | Pts. | PJ | PG | PE | PP | GF | GC | Dif. |
| --- | ------------------------- | ---- | -- | -- | -- | -- | -- | -- | ---- |
| 1.  | Ferrocarril Sud (Tandil)  | 28   | 10 | 9  | 1  | 0  | 31 | 5  | 26   |
| 2.  | San José (Tandil)         | 17   | 10 | 5  | 2  | 3  | 15 | 13 | 2    |
| 3.  | Excursionistas (Tandil)   | 16   | 10 | 5  | 1  | 4  | 16 | 17 | -1   |
| 4.  | Atlético Ayacucho         | 15   | 10 | 5  | 0  | 5  | 19 | 18 | 1    |
| 5.  | Santamarina (Tandil)      | 14   | 10 | 4  | 2  | 4  | 19 | 16 | 3    |
| 6.  | Argentino (Benito Juárez) | 14   | 10 | 4  | 2  | 4  | 12 | 11 | 1    |
| 7.  | UNICEN (Tandil)           | 14   | 10 | 4  | 2  | 4  | 9  | 10 | -1   |
| 8.  | Defensores (Ayacucho)     | 13   | 10 | 3  | 4  | 3  | 12 | 11 | 1    |
| 9.  | Velense (M. I. Vela)      | 13   | 10 | 4  | 1  | 5  | 14 | 16 | -2   |
| 10. | Botafogo (Rauch)          | 8    | 10 | 2  | 2  | 6  | 10 | 20 | -10  |
| 11. | Juventud Agraria (Rauch)  | 3    | 10 | 0  | 3  | 7  | 7  | 27 | -20  |

### Posiciones finales de la Zona 2
|     | Equipos                       | Pts. | PJ | PG | PE | PP | GF | GC | Dif. |
| --- | ----------------------------- | ---- | -- | -- | -- | -- | -- | -- | ---- |
| 1.  | Independiente (Tandil)        | 25   | 11 | 8  | 1  | 2  | 35 | 11 | 24   |
| 2.  | Grupo Universitario (Tandil)  | 23   | 11 | 7  | 2  | 2  | 20 | 8  | 12   |
| 3.  | Defensores del Cerro (Tandil) | 22   | 11 | 7  | 1  | 3  | 18 | 13 | 5    |
| 4.  | Villa Aguirre (Tandil)        | 22   | 11 | 7  | 1  | 3  | 21 | 18 | 3    |
| 5.  | Juarense (Benito Juárez)      | 19   | 11 | 5  | 4  | 2  | 17 | 9  | 8    |
| 6.  | Gimnasia (Tandil)             | 17   | 11 | 5  | 2  | 4  | 28 | 18 | 10   |
| 7.  | Ateneo Estrada (Ayacucho)     | 17   | 11 | 5  | 2  | 4  | 22 | 21 | 1    |
| 8.  | Sarmiento (Ayacucho)          | 16   | 11 | 5  | 1  | 5  | 23 | 14 | 9    |
| 9.  | Loma Negra (Barker)           | 13   | 11 | 3  | 4  | 4  | 11 | 17 | -6   |
| 10. | Deportivo Tandil (Tandil)     | 8    | 11 | 2  | 2  | 7  | 13 | 19 | -6   |
| 11. | San Lorenzo (Rauch)           | 3    | 11 | 1  | 0  | 10 | 10 | 33 | -23  |
| 12. | Ferroviarios (Benito Juárez)  | 3    | 11 | 1  | 0  | 10 | 7  | 44 | -37  |

Fuente: Minuto 91 Archivado el 4 de marzo de 2016 en Wayback Machine.
|  | Clasificados a Octavos de final |

## Resultados
| 26 de marzo | Excursionistas (Tandil)               | 2:1 | Defensores (Ayacucho) | Excursionistas, Tandil      |                             |
|             | Diego Pérez Rivero · Agustín Ferreyra |     | Federico Arca         | Árbitro(s): Gustavo Beckman | Árbitro(s): Gustavo Beckman |

| 26 de marzo | Atlético Ayacucho                                    | 3:0 | UNICEN (Tandil) | Mpal. José Barbieri, Ayacucho |                             |
|             | Mariano Montalivet · Diego Volantín · Mariano Garcia |     |                 | Árbitro(s): Lucas Gualdieri   | Árbitro(s): Lucas Gualdieri |

| 26 de marzo | Velense (M. I. Vela) | 1:0 | Argentino (Benito Juárez) | Social, Vela              |                           |
|             | Rodrigo Quintas      |     |                           | Árbitro(s): Nicolás Terni | Árbitro(s): Nicolás Terni |

| 26 de marzo | Santamarina (Tandil)           | 3:1 | San José (Tandil) | Club Hípico, Tandil       |                           |
|             | Bernardo Lasarte · Jorge Matos |     | Leandro Zubigaray | Árbitro(s): Lucas Novelli | Árbitro(s): Lucas Novelli |

| 26 de marzo | Ferrocarril Sud (Tandil)                                                             | 6:0 | Juventud Agraria (Rauch) | Dámaso Latasa, Tandil      |                            |
|             | Juan Iglesias · Gustavo Arozarena · Federico Cadona · Martín Ribas · Gabriel Durruty |     |                          | Árbitro(s): Marcelo Torres | Árbitro(s): Marcelo Torres |

| 25 de marzo | Grupo Universitario (Tandil)                   | 3:1     | Ferroviarios (Benito Juárez) | Mpal. Gral. San Martín, Tandil |  |
|             | Sergio Caruso · Jorge Weimann · Juan Distéfano | Reporte | Emanuel Mansilla             |                                |  |

| 26 de marzo | San Lorenzo (Rauch) | 0:3 | Villa Aguirre (Tandil)                         | Municipal, Rauch             |                              |
|             |                     |     | Gastón Núñez · Kevin Dubourdieu · Luis Montero | Árbitro(s): Javier Caballero | Árbitro(s): Javier Caballero |

| 26 de marzo | Independiente (Tandil)                                                      | 4:0 | Defensores del Cerro (Tandil) | Agustín F. Berroeta, Tandil |                             |
|             | Nicolás Etchecoin · Juan Disipio · Ramiro Arteagaveytía · Mariano Rodríguez |     |                               | Árbitro(s): Carlos Martínez | Árbitro(s): Carlos Martínez |

| 26 de marzo | Deportivo Tandil (Tandil) | 0:1     | Sarmiento (Ayacucho) | Gimnasia, Tandil               |                                |
| |                           | Reporte | Nicolás Pekar        | Árbitro(s): Marcos Altamiranda | Árbitro(s): Marcos Altamiranda |
| El Tribunal de Penas de la Liga Tandilense de Fútbol dio lugar a la protesta de Dep. Tandil, por la mala inclusión de un jugador de Sarmiento. En consecuencia se le da por ganado el partido a Dep. Tandil con el resultado de 1 a 0. |                           |         |                      |                                |                                |

| 26 de marzo | Ateneo Estrada (Ayacucho) | 0:6 | Gimnasia (Tandil)                                                                 | Mpal. José Barbieri, Ayacucho |                          |
|             |                           |     | Matías Arrospide · Juan Barbeira · Martín Ostinelli · Brian Lajos · Franco Lunghi | Árbitro(s): Daniel Gómez      | Árbitro(s): Daniel Gómez |

| 26 de marzo | Juarense (Benito Juárez) | 0:0     | Loma Negra (Barker) | Gastón Lafón, Benito Juárez |                            |
|             |                          | Reporte |                     | Árbitro(s): Horacio Alonso  | Árbitro(s): Horacio Alonso |

| 02 de abril | UNICEN (Tandil) | 0:1 | Excursionistas (Tandil) | Excursionistas, Tandil     |                            |
|             |                 |     | Diego Pérez Rivero      | Árbitro(s): Marcelo Torres | Árbitro(s): Marcelo Torres |

| 02 de abril | Argentino (Benito Juárez)                                                            | 5:1     | Atlético Ayacucho  | Gatón Lafón, Benito Juárez |                          |
|             | Juan Gamaleri 30' · Gastón Perrone 44' 72' · Carlos Gaudenzi 52' · Iñaki Lecuona 65' | Reporte | Julián Aguirre 55' | Árbitro(s): Javier Pérez   | Árbitro(s): Javier Pérez |

| 02 de abril                                               | Velense (M. I. Vela) | 0:3 | San José (Tandil)                                     | Social, Vela                   |                                |
|                                                           |                      |     | Fernando Villar · Leandro Zubigaray · Nicolás Hidalgo | Árbitro(s): Marcos Altamiranda | Árbitro(s): Marcos Altamiranda |
| San José cedió la localía por falta de canchas en Tandil. |                      |     |                                                       |                                |                                |

| 02 de abril | Santamarina (Tandil) | 1:4     | Ferrocarril Sud (Tandil)                                          | Club Hípico, Tandil              |                                  |
|             | Claudio Farías 63'   | Reporte | Leandro Candia 8' · Juan Sánchez 39' 44' · Pedro Etchegaray 75' · | Árbitro(s): Víctor Hugo González | Árbitro(s): Víctor Hugo González |

| 02 de abril | Defensores (Ayacucho) | 2:1 | Botafogo (Rauch) | Mpal. José Barbieri, Ayacucho |                             |
|             | Fausto Piastrellini   |     | Martín García    | Árbitro(s): Daniel Figueroa   | Árbitro(s): Daniel Figueroa |

| 02 de abril | Loma Negra (Barker) | 1:0 | Ferroviarios (Benito Juárez) | Loma Negra, Villa Cacique |                           |
|             | Maximiliano Correa  |     |                              | Árbitro(s): Lucas Novelli | Árbitro(s): Lucas Novelli |

| 02 de abril | San Lorenzo (Rauch) | 0:2 | Grupo Universitario (Tandil) | Municipal, Rauch |  |
|             |                     |     | Juan Distéfano · Diego Sosa  |                  |  |

| 02 de abril | Villa Aguirre (Tandil) | 1:2     | Independiente (Tandil)                   | Dámaso Latasa, Tandil  |                        |
|             | Mesa 88'               | Reporte | Gonzalo Rotonda 2' · Emilio Galavert 84' | Árbitro(s): Diego Albo | Árbitro(s): Diego Albo |

| 02 de abril | Defensores del Cero (Tandil)         | 2:1 | Deportivo Tandil (Tandil) | Mpal. Gral. San Martín, Tandil |                           |
|             | Pablo Iturralde · Sebastián Gorozo · |     | Luis De Lorenzo           | Árbitro(s): Nicolás Terni      | Árbitro(s): Nicolás Terni |

| 02 de abril | Gimnasia (Tandil) | 1:1 | Juarense (Benito Juárez) | Gimnasia, Tandil                |                                 |
|             | Brian Lajos       |     | Germán González          | Árbitro(s): Guillermo Giacoboni | Árbitro(s): Guillermo Giacoboni |

| 02 de abril | Sarmiento (Ayacucho)              | 2:3 | Ateneo Estrada (Ayacucho)        | Mpal. José Barbieri, Ayacucho |                          |
|             | Pablo Fernández · Facundo Quiroga |     | Rodrigo Zárate · Cristian García | Árbitro(s): Facundo Díaz      | Árbitro(s): Facundo Díaz |

| 16 de abril | Juventud Agraria (Rauch) | 0:0 | Defensores (Ayacucho) | Municipal, Rauch            |  |
|             |                          |     |                       | Árbitro(s): Pablo Caballero |  |

| 16 de abril | Botafogo (Rauch) | 1:0 | UNICEN (Tandil) | Botafogo, Rauch               |                               |
|             | Pablo Atucha     |     |                 | Árbitro(s): Ezequiel Quintana | Árbitro(s): Ezequiel Quintana |

| 16 de abril | Excursionistas (Tandil)     | 2:0 | Argentino (Benito Juárez) | Excursionistas, Tandil         |                                |
|             | Julián García · Alan García |     |                           | Árbitro(s): Marcos Altamiranda | Árbitro(s): Marcos Altamiranda |

| 16 de abril | Atlético Ayacucho              | 2:3 | San José (Tandil)                                                | Mpal. José A. Barbieri, Ayacucho |                         |
|             | Julián Aguirre · Matías Pereda |     | Leandro Zubigaray · Julio Rodríguez · Maximiliano Ríos -' (a.g.) | Árbitro(s): Jorge Ocaño          | Árbitro(s): Jorge Ocaño |

| 16 de abril | Velense (M. I. Vela)          | 2:1 | Santamarina (Tandil) | Social, Vela               |                            |
|             | Martín Alonso · Leonel García |     | Jorge Matos          | Árbitro(s): Marcelo Torres | Árbitro(s): Marcelo Torres |

| 16 de abril | Ferroviarios (Benito Juárez)       | 2:3     | Gimnasia (Tandil)                               | Ferroviarios, Benito Juárez |                            |
|             | Federico Álvarez · Claudio Barraza | Reporte | Juan Kwist · Martín Ostinelli · Ignacio Vulcano | Árbitro(s): Rómulo Acevedo  | Árbitro(s): Rómulo Acevedo |

| 16 de abril | Juarense (Benito Juárez) | 1:0     | Sarmiento (Ayacucho) | Gastón Lafón, Benito Juárez  |                              |
|             | Luciano Silva            | Reporte |                      | Árbitro(s): Daniel Iturregui | Árbitro(s): Daniel Iturregui |

| 16 de abril | Ateneo Estrada (Ayacucho) | 1:2 | Defensores del Cero (Tandil) | Mpal. José Barbieri, Ayacucho |                           |
|             | Rodrigo Zárate            |     | Marcelo Abadie               | Árbitro(s): Gonzalo López     | Árbitro(s): Gonzalo López |

| 16 de abril | Deportivo Tandil (Tandil) | 0:1 | Villa Aguirre (Tandil) | Gimnasia, Tandil            |                             |
|             |                           |     | Wilfredo Portillo      | Árbitro(s): Gustavo Beckman | Árbitro(s): Gustavo Beckman |

| 16 de abril | Independiente (Tandil)                                                                  | 5:0 | San Lorenzo (Rauch) | Agustín F. Berroeta, Tandil |                           |
|             | Maximiliano Villar · Ramiro Arteagaveytía · Néstor Tedesco -' (a.g.) · Nicolás Gorosito |     |                     | Árbitro(s): Lucas Novelli   | Árbitro(s): Lucas Novelli |

| 16 de abril | Grupo Universitario (Tandil) | 0:1     | Loma Negra (Barker)    | Movediza, Tandil          |                           |
|             |                              | Reporte | Sebastián González 59' | Árbitro(s): Nicolás Terni | Árbitro(s): Nicolás Terni |

| 7 de mayo | UNICEN (Tandil)                                 | 3:0 | Juventud Agraria (Rauch) | Excursionistas, Tandil |                        |
|           | Matías Gramuglia · Lucas Porta · Nicolás Castro |     |                          | Árbitro(s): Paulo Latú | Árbitro(s): Paulo Latú |

| 7 de mayo | Velense (M. I. Vela) | 0:0 | Ferrocarril Sud (Tandil) | Social, Vela                |  |
|           |                      |     |                          | Árbitro(s): Carlos Martínez |  |

| 7 de mayo | San José (Tandil)                                      | 3:1 | Excursionistas (Tandil) | Movediza, Tandil                 |                                  |
|           | Fabio Argüeso · Maximiliano Zubigaray · Sergio Peirano |     | Matías Lecuona          | Árbitro(s): Víctor Hugo Gonzalez | Árbitro(s): Víctor Hugo Gonzalez |

| 7 de mayo | Santamarina (Tandil)                               | 3:2 | Atlético Ayacucho                      | Club Hípico, Tandil            |                                |
|           | Gerardo Krügger · Claudio Farías · Guillermo Veloz |     | Julián Aguirre · Juan Pablo Etcheverry | Árbitro(s): Marcos Altamiranda | Árbitro(s): Marcos Altamiranda |

| 7 de mayo | Argentino (Benito Juárez) | 1:0     | Botafogo (Rauch) | Gastón Lafón, Benito Juárez |                            |
|           | Gastón Perrone 74'        | Reporte |                  | Árbitro(s): Rómulo Acevedo  | Árbitro(s): Rómulo Acevedo |

| 7 de mayo | Villa Aguirre (Tandil)       | 2:1 | Ateneo Estrada (Ayacucho) | Dámaso Latasa, Tandil     |                           |
|           | Ignacio Mesa · Martín Pradal |     | Rodrigo Zárate            | Árbitro(s): Nicolás Terni | Árbitro(s): Nicolás Terni |

| 7 de mayo | San Lorenzo (Rauch)                                          | 5:2 | Deportivo Tandil (Tandil)                  | Municipal, Rauch             |                              |
|           | Bruno Lara · César Hernández · Claudio Atucha · Ricardo Sosa |     | Carlos Almandoz -' (a.g.) · Esteban Iriart | Árbitro(s): Javier Caballero | Árbitro(s): Javier Caballero |

| 7 de mayo | Independiente (Tandil) | 1:3     | Grupo Universitario (Tandil)                              | Agustín F. Berroeta, Tandil |                            |
|           | Maximiliano Villar 39' | Reporte | Cristian Pérez 6' · Matías Méndez 64' · Alan Ruggiero 73' | Árbitro(s): Marcelo Torres  | Árbitro(s): Marcelo Torres |

| 7 de mayo | Defensores del Cerro (Tandil) | 0:1 | Juarense (Benito Juárez) | Mpal. Gral. San Martín, Tandil |                             |
|           |                               |     | Luciano Silva            | Árbitro(s): Gustavo Beckman    | Árbitro(s): Gustavo Beckman |

| 7 de mayo | Gimnasia (Tandil)                             | 6:0 | Loma Negra (Barker) | Gimnasia, Tandil       |                        |
|           | Franco Lunghi · Martín Ostinelli · Juan Kwist |     |                     | Árbitro(s): Diego Albo | Árbitro(s): Diego Albo |

| 7 de mayo | Sarmiento (Ayacucho)                                                                | 6:0 | Ferroviarios (Benito Juárez) | Mpal. José Barbieri, Ayacucho |                          |
|           | Nahuel Barragán · Nicolás Pekar · Martín Scerbo · Pablo Fernández · Facundo Quiroga |     |                              | Árbitro(s): Daniel Gómez      | Árbitro(s): Daniel Gómez |

| 14 de mayo | Juventud Agraria (Rauch) | 0:2 | Argentino (Benito Juárez) | Municipal, Rauch |  |
|            |                          |     | Gastón Perrone            |                  |  |

| 14 de mayo | Atlético Ayacucho                                      | 3:2 | Velense (M. I. Vela)              | Mpal. Jose Barbieri, Ayacucho |                           |
|            | Julián Aguirre · Mariano Montalivet · Santiago Cabrera |     | Martín Alonso · Leandro Narciandi | Árbitro(s): Marcelo Casco     | Árbitro(s): Marcelo Casco |

| 14 de mayo | Excursionistas (Tandil) | 1:3     | Santamarina (Tandil)                           | Excursionistas, Tandil |                        |
|            | Alan García 90+3' ·     | Reporte | Juan Mario Rodríguez 17' 27' · Jorge Matos 49' | Árbitro(s): Paulo Latú | Árbitro(s): Paulo Latú |

| 14 de mayo | Ferrocarril Sud (Tandil)       | 2:1 | Defensores (Ayacucho) | Dámaso Latasa, Tandil      |                            |
|            | Emiliano Aranda · Martín Ribas |     |                       | Árbitro(s): Marcelo Torres | Árbitro(s): Marcelo Torres |

| 14 de mayo | Botafogo (Rauch) | 0:2 | San José (Tandil)                | Botafogo, Rauch |  |
|            |                  |     | Federico Ávila · Fernando Villar |                 |  |

| 14 de mayo | Juarense (Benito Juárez) | 1:2     | Villa Aguirre (Tandil)               | Gastón Lafón, Benito Juárez  |                              |
|            | Luciano Silva 6'         | Reporte | Gastón Núñez 16' · Martín Pradal 65' | Árbitro(s): Daniel Iturregui | Árbitro(s): Daniel Iturregui |

| 14 de mayo | Ateneo Estrada (Ayacucho)   | 3:1 | San Lorenzo (Rauch) | Mpal. José Barbieri, Ayacucho |                             |
|            | Pablo Denaro · Julián Arrut |     | Emiliano Flores     | Árbitro(s): Lucas Gualdieri   | Árbitro(s): Lucas Gualdieri |

| 14 de mayo | Grupo Universitario (Tandil)       | 2:0     | Gimnasia (Tandil) | Movediza, Tandil                 |                                  |
|            | Diego Sosa 8' · Cristian Pérez 68' | Reporte |                   | Árbitro(s): Víctor Hugo González | Árbitro(s): Víctor Hugo González |

| 14 de mayo | Ferroviarios (Benito Juárez) | 0:1 | Defensores del Cerro (Tandil) | Ferroviarios, Benito Juárez |  |
|            |                              |     | Sebastián Gorozo              |                             |  |

| 14 de mayo | Loma Negra (Barker) | 0:0 | Sarmiento (Ayacucho) | Loma Negra, Villa Cacique   |  |
|            |                     |     |                      | Árbitro(s): Carlos Martínez |  |

| 14 de mayo | Deportivo Tandil (Tandil) | 0:2 | Independiente (Tandil)                       | Gimnasia, Tandil          |                           |
|            |                           |     | Braian Gaiada -' (a.g.) · Maximiliano Villar | Árbitro(s): Lucas Novelli | Árbitro(s): Lucas Novelli |

| 21 de mayo | Velense (M. I. Vela)            | 2:3 | Excursionistas (Tandil) | Social, Vela           |                        |
|            | Gustavo Venanzi · Leonel García |     | Diego Pérez Rivero      | Árbitro(s): Diego Albo | Árbitro(s): Diego Albo |

| 21 de mayo | San José (Tandil) | 1:0 | Juventud Agraria (Rauch) | Movediza, Tandil          |                           |
|            | Fernando Villar   |     |                          | Árbitro(s): Lucas Novelli | Árbitro(s): Lucas Novelli |

| 19 de mayo | Santamarina (Tandil)                                                    | 4:0     | Botafogo (Rauch) | Mpal. Gral. San Martín, Tandil  |                                 |
|            | Juan Mario Rodríguez 14' 83' · Gerardo Krüger 63' · Nicolás Valerio 70' | Reporte |                  | Árbitro(s): Guillermo Giacoboni | Árbitro(s): Guillermo Giacoboni |

| 21 de mayo | Atlético Ayacucho | 0:1 | Ferrocarril Sud (Tandil) | Mpal. José Barbieri, Ayacucho |                             |
|            |                   |     | Gustavo Arozarena        | Árbitro(s): Daniel Figueroa   | Árbitro(s): Daniel Figueroa |

| 21 de mayo | UNICEN (Tandil) | 1:1 | Defensores (Ayacucho)   | Excursionistas, Tandil      |                             |
|            | Néstor Ferreiro |     | Pedro Triviño -' (a.g.) | Árbitro(s): Gustavo Beckman | Árbitro(s): Gustavo Beckman |

| 21 de mayo | Sarmiento (Ayacucho)                                             | 4:2 | Gimnasia (Tandil)             | Mpal. José Barbieri, Ayacucho |                         |
|            | Pablo Fernández · Nicolás Pekar · Ricardo Sendra · Martín Scerbo |     | Juan Kwist · Alejandro Arbert | Árbitro(s): Jorge Ocaño       | Árbitro(s): Jorge Ocaño |

| 21 de mayo | Deportivo Tandil (Tandil) | 0:1 | Grupo Universitario (Tandil) | Gimnasia, Tandil            |                             |
|            |                           |     | Juan Distéfano               | Árbitro(s): Carlos Martínez | Árbitro(s): Carlos Martínez |

| 21 de mayo | Defensores del Cerro (Tandil) | 1:0     | Loma Negra (Barker) | Mpal. Gral. San Martín, Tandil |                            |
|            | César González                | Reporte |                     | Árbitro(s): Marcelo Torres     | Árbitro(s): Marcelo Torres |

| 21 de mayo | Villa Aguirre (Tandil)                                    | 3:0 | Ferroviarios (Benito Juárez) | Dámaso Latasa, Tandil     |                           |
|            | Mariano Martínez -' (a.g.) · Matías Acevedo · Juan Ortega |     |                              | Árbitro(s): Darío Novelli | Árbitro(s): Darío Novelli |

| 21 de mayo | San Lorenzo (Rauch) | 1:2 | Juarense (Benito Juárez)        | Municipal, Rauch |  |
|            | Carlos Landa ·      |     | Luciano Silva · Federico García |                  |  |

| 21 de mayo | Independiente (Tandil) | 1:1 | Ateneo Estrada (Ayacucho) | Agustín F. Berroeta, Tandil    |                                |
|            | Gastón Olavarrieta     |     | Cristian García           | Árbitro(s): Marcos Altamiranda | Árbitro(s): Marcos Altamiranda |

| 28 de mayo | Defensores (Ayacucho) | 1:1 | Argentino (Benito Juárez) | Mpal. José Barbieri, Ayacucho |                           |
|            | Claudio Arrayago      |     | Iñaki Lecuona             | Árbitro(s): Gonzalo López     | Árbitro(s): Gonzalo López |

| 28 de mayo | Juventud Agraria (Rauch)         | 2:2 | Santamarina (Tandil)       | Municipal, Rauch             |                              |
|            | Diego Peñalva · Benjamín Guevara |     | Matías Gogna · Diego Serén | Árbitro(s): Germán Caballero | Árbitro(s): Germán Caballero |

| 28 de mayo | Botafogo (Rauch) | 2:1 | Velense (M. I. Vela) | Botafogo, Rauch |  |
|            | Rodrigo Palma    |     | Martín Alonso        |                 |  |

| 28 de mayo | Excursionistas (Tandil) | 0:1 | Atlético Ayacucho | Excursionistas, Tandil    |                           |
|            |                         |     | Julián Aguirre    | Árbitro(s): Lucas Novelli | Árbitro(s): Lucas Novelli |

| 28 de mayo | Ferrocarril Sud (Tandil)                                       | 3:0     | UNICEN (Tandil) | Dámaso Latasa, Tandil          |                                |
|            | Federico Cadona 24' · Leandro Candia 87' · Julián Villalba 89' | Reporte |                 | Árbitro(s): Marcos Altamiranda | Árbitro(s): Marcos Altamiranda |

| 28 de mayo | Gimnasia (Tandil)              | 2:3 | Defensores del Cerro (Tandil)                    | Gimnasia, Tandil                 |                                  |
|            | Brian Lajos · Leandro Barriola |     | Pedro Murrone · Claudio Colotti · Gonzalo Cadona | Árbitro(s): Víctor Hugo González | Árbitro(s): Víctor Hugo González |

| 28 de mayo | Loma Negra (Barker) | 2:3 | Villa Aguirre (Tandil)                          | Loma Negra, Villa Cacique |                           |
|            | Héctor Correa       |     | Kevin Dubourdieu · Martín Pradal · Gastón Núñez | Árbitro(s): Nicolás Terni | Árbitro(s): Nicolás Terni |

| 28 de mayo | Ferroviarios (Benito Juárez)        | 2:1 | San Lorenzo (Rauch) | Ferroviarios, Benito Juárez |                            |
|            | Maximiliano Pérez · Marcelo Morán · |     | Maximiliano Krauel  | Árbitro(s): Rómulo Acevedo  | Árbitro(s): Rómulo Acevedo |

| 28 de mayo | Juarense (Benito Juárez)             | 2:3     | Independiente (Tandil)                          | Gastón Lafón, Benito Juárez |                            |
|            | Luciano Silva · Alejandro Bacigalupe | Reporte | Manuel Heredia · Martín Camio · Gonzalo Rotonda | Árbitro(s): Pericles Pérez  | Árbitro(s): Pericles Pérez |

| 28 de mayo | Ateneo Estrada (Ayacucho)  | 3:2 | Deportivo Tandil (Tandil)        | Mpal. José Barbieri, Ayacucho |                           |
|            | Pablo Denaro · Luis Misson |     | Marcelo Díaz · Agustín Camilatti | Árbitro(s): Marcelo Casco     | Árbitro(s): Marcelo Casco |

| 28 de mayo | Grupo Universitario (Tandil)                    | 3:2 | Sarmiento (Ayacucho)             | Movediza, Tandil       |                        |
|            | Cristian Pérez · Matías Méndez · Juan Distéfano |     | Ricardo Sendra · Braulio Lorenzo | Árbitro(s): Pablo Latú | Árbitro(s): Pablo Latú |

| 4 de junio | Velense (M. I. Vela)                                                | 4:1 | Juventud Agraria (Rauch) | Social de Vela, Vela   |                        |
|            | Ezequiel Saracho · Martín Alonso · Leandro Narciandi · Enzo Saracho |     | Lautaro Heredia          | Árbitro(s): Paulo Latú | Árbitro(s): Paulo Latú |

| 4 de junio | San José (Tandil) | 1:1 | Defensores (Ayacucho) | Movediza, Tandil           |                            |
|            | Fernando Villar   |     | Fausto Piastrellini   | Árbitro(s): Marcelo Torres | Árbitro(s): Marcelo Torres |

| 4 de junio | Excursionistas (Tandil) | 0:3     | Ferrocarril Sud (Tandil)                      | Excursionistas, Tandil           |                                  |
|            |                         | Reporte | Federico Cadona 50' 67' · Emiliano Aranda 81' | Árbitro(s): Víctor Hugo González | Árbitro(s): Víctor Hugo González |

| 4 de junio | Atlético Ayacucho                   | 3:1 | Botafogo (Rauch) | Jose A. Barbieri, Ayacucho |                         |
|            | Julián Aguirre · Mariano Montalivet |     | Rodrigo Palma    | Árbitro(s): Jorge Ocaño    | Árbitro(s): Jorge Ocaño |

| 4 de junio | Argentino (Benito Juárez) | 1:2     | UNICEN (Tandil)                          | Gastón Lafón, Benito Juárez |                            |
|            | Nahuél Deniro 13'         | Reporte | Gastón Romera 10' · Mariano Zinovile 66' | Árbitro(s): Horacio Alonso  | Árbitro(s): Horacio Alonso |

| 4 de junio | Defensores del Cerro (Tandil)     | 2:1 | Sarmiento (Ayacucho) | Mpal. Gral. San Martín, Tandil  |                                 |
|            | Sebastián Gorozo · Jonatan Ruarte |     | Martín Scerbo        | Árbitro(s): Guillermo Giacoboni | Árbitro(s): Guillermo Giacoboni |

| 4 de junio | Deportivo Tandil (Tandil)       | 2:2 | Juarense (Benito Juárez)         | Gimnasia, Tandil          |                           |
|            | Marcelo Díaz · Guillermo Rivero |     | Nicolás Tolosa · Germán González | Árbitro(s): Darío Novelli | Árbitro(s): Darío Novelli |

| 4 de junio | San Lorenzo (Rauch) | 1:3 | Loma Negra (Barker)             | Municipal, Rauch |  |
|            | Emiliano Flores     |     | Ricardo Baier · Guillermo Núñez |                  |  |

| 4 de junio | Villa Aguirre (Tandil)                                         | 3:3     | Gimnasia (Tandil)                              | Dámaso Latasa, Tandil          |                                |
|            | Ignacio Mesa 11' · Martín Pradal 83' · Wilfredo Portillo 90+2' | Reporte | Martín Ostinelli 4' 57' · Matías Arrospide 29' | Árbitro(s): Marcos Altamiranda | Árbitro(s): Marcos Altamiranda |

| 4 de junio | Ateneo Estrada (Ayacucho)       | 2:0 | Grupo Universitario (Tandil) | Mpal. José Barbieri, Ayacucho |  |
|            | Rodrigo Zárate · Fernando Viere |     |                              |                               |  |

| 4 de junio | Independiente (Tandil)                                                                                    | 12:1 | Ferroviarios (Benito Juárez) | Agustín F. Berroeta, Tandil |                           |
|            | Maximiliano Villar · Gastón Olavarrieta · Nicasio Elia · Gonzalo Rotonda · Martín Camio · Emilio Galavert |      | Maximiliano Pérez            | Árbitro(s): Nicolás Terni   | Árbitro(s): Nicolás Terni |

| 11 de junio | UNICEN (Tandil) | 0:0 | San José (Tandil) | Excursionistas, Tandil |  |
|             |                 |     |                   | Árbitro(s): Pablo Latú |  |

| 11 de junio | Defensores (Ayacucho)               | 2:1 | Santamarina (Tandil) | Mpal. José Barbieri, Ayacucho |                             |
|             | Ramiro Turón · Francisco Signorelli |     | Juan Mario Rodríguez | Árbitro(s): Daniel Figueroa   | Árbitro(s): Daniel Figueroa |

| 11 de junio | Botafogo (Rauch)                | 2:2 | Excursionistas (Tandil) | Botafogo, Rauch              |                              |
|             | Rodrigo Palma · Ignacio Laxalde |     | Ariel Paredes           | Árbitro(s): Javier Caballero | Árbitro(s): Javier Caballero |

| 11 de junio | Juventud Agraria (Rauch) | 1:4 | Atlético Ayacucho                   | Municipal, Rauch            |                             |
|             | Pablo Guevara            |     | Julián Aguirre · Mariano Montalivet | Árbitro(s): Pablo Caballero | Árbitro(s): Pablo Caballero |

| 11 de junio | Ferrocarril Sud (Tandil)                             | 3:0     | Argentino (Benito Juárez) | Dámaso Latasa, Tandil          |                                |
|             | Emiliano Aranda · Gustavo Arozarena · Franco Reynoso | Reporte |                           | Árbitro(s): Marcos Altamiranda | Árbitro(s): Marcos Altamiranda |

| 11 de junio | Gimnasia (Tandil)                   | 3:1 | San Lorenzo (Rauch) | Gimnasia, Tandil            |                             |
|             | Agustín Ballarre · Martín Ostinelli |     | Bruno Lara          | Árbitro(s): Carlos Martínez | Árbitro(s): Carlos Martínez |

| 11 de junio | Loma Negra (Barker) | 0:2 | Independiente (Tandil)                 | Loma Negra, Villa Cacique        |                                  |
|             |                     |     | Maximiliano Villar · Joaquín Hernández | Árbitro(s): Víctor Hugo González | Árbitro(s): Víctor Hugo González |

| 11 de junio | Ferroviarios (Benito Juárez) | 0:3 | Deportivo Tandil (Tandil)                          | Ferroviarios, Benito Juárez |  |
|             |                              |     | Guillermo Rivera · Luis Lorenzo · Carmelo Petruzzo |                             |  |

| 11 de junio | Juarense (Benito Juárez)               | 2:0     | Ateneo Estrada (Ayacucho) | Gastón Lafón, Benito Juárez  |                              |
|             | Facundo Ponce 32' · Nicolás Tolosa 90' | Reporte |                           | Árbitro(s): Daniel Iturregui | Árbitro(s): Daniel Iturregui |

| 11 de junio | Sarmiento (Ayacucho)                               | 3:1 | Villa Aguirre (Tandil) | Mpal. José Barbieri, Ayacucho |                           |
|             | Ricardo Sendra · Luciano Lorenzo · Braulio Lorenzo |     | Matías Acevedo         | Árbitro(s): Marcelo Casco     | Árbitro(s): Marcelo Casco |

| 11 de junio | Grupo Universitario (Tandil) | 1:1     | Defensores del Cerro (Tandil) | Movediza, Tandil           |                            |
|             | Cristian Pérez 81'           | Reporte | Pedro Murrone 71'             | Árbitro(s): Marcelo Torres | Árbitro(s): Marcelo Torres |

| 18 de junio | Santamarina (Tandil) | 0:1 | UNICEN (Tandil) | Club Hípico, Tandil    |                        |
|             |                      |     | Gastón Romera   | Árbitro(s): Diego Albo | Árbitro(s): Diego Albo |

| 18 de junio | San José (Tandil) | 0:1 | Argentino (Benito Juárez) | Movediza, Tandil                 |                                  |
|             |                   |     | Marcos Abrisqueta         | Árbitro(s): Víctor Hugo González | Árbitro(s): Víctor Hugo González |

| 18 de junio | Excursionistas (Tandil)                                             | 4:2 | Juventud Agraria (Rauch) | Excursionistas, Tandil      |                             |
|             | Alan García · Patricio Santeramo · Ariel Paredes · Diego Andolfatti |     | Juan Rabaynera           | Árbitro(s): Carlos Martínez | Árbitro(s): Carlos Martínez |

| 18 de junio | Velense (M. I. Vela)                  | 2:1 | Defensores (Ayacucho) | Social, Vela                    |                                 |
|             | Leandro Narciandi · Esteban Rodríguez |     | Pablo Baraiolo        | Árbitro(s): Guillermo Giacoboni | Árbitro(s): Guillermo Giacoboni |

| 18 de junio | Botafogo (Rauch)             | 2:4 | Ferrocarril Sud (Tandil)                           | Botafogo, Rauch              |                              |
|             | Rodrigo Palma · Iván Lasarte |     | Carlos Candia · Gustavo Arozarena · Leandro Candia | Árbitro(s): Germán Caballero | Árbitro(s): Germán Caballero |

| 18 de junio | Ateneo Estrada (Ayacucho)                                                                     | 6:1 | Ferroviarios (Benito Juárez) | Mpal. José Barbieri, Ayacucho |                             |
|             | Luis Misson · Isaías Arrayago · Rodrigo Zárate · Julián Arrut · Damián Ciros · Fernando Viere |     | Emanuel Mansilla             | Árbitro(s): Lucas Gualdieri   | Árbitro(s): Lucas Gualdieri |

| 18 de junio | Deportivo Tandil (Tandil)          | 2:2 | Loma Negra (Barker) | Gimnasia, Tandil           |                            |
|             | Manuel Balbuena · Guillermo Rivero |     | Martín Baier        | Árbitro(s): Marcelo Torres | Árbitro(s): Marcelo Torres |

| 18 de junio | Independiente (Tandil)                        | 2:1     | Gimnasia (Tandil)    | Agustín F. Berroeta, Tandil    |                                |
|             | Maximiliano Villar 58' · Nicolás Gorosito 66' | Reporte | Martín Ostinelli 85' | Árbitro(s): Marcos Altamiranda | Árbitro(s): Marcos Altamiranda |

| 18 de junio | Juarense (Benito Juárez) | 0:0     | Grupo Universitario (Tandil) | Gastón Lafón, Benito Juárez  |                              |
|             |                          | Reporte |                              | Árbitro(s): Daniel Iturregui | Árbitro(s): Daniel Iturregui |

| 18 de junio | San Lorenzo (Rauch) | 0:3 | Sarmiento (Ayacucho)                              | Municipal, Rauch |  |
|             |                     |     | Marcos Martínez · Nicolás Toledo · Ricardo Sendra |                  |  |

| 18 de junio | Villa Aguirre (Tandil)         | 2:1 | Defensores del Cerro (Tandil) | Dámaso Latasa, Tandil  |                        |
|             | Leonardo Rossi · Martín Pradal |     | Sebastián Gorozo              | Árbitro(s): Paulo Latú | Árbitro(s): Paulo Latú |

| 02 de julio | UNICEN (Tandil) | 2:0 | Velense (M. I. Vela) | Excursionistas, Tandil           |                                  |
|             | Lucas Porta     |     |                      | Árbitro(s): Víctor Hugo González | Árbitro(s): Víctor Hugo González |

| 02 de julio | Argentino (Benito Juárez) | 1:1     | Santamarina (Tandil) | Gastón Lafón, Benito Juárez |                            |
|             | Juan Gamaleri             | Reporte | Agustín Politano     | Árbitro(s): Rómulo Acevedo  | Árbitro(s): Rómulo Acevedo |

| 02 de julio | Defensores (Ayacucho)              | 2:0 | Atlético Ayacucho | Mpal. José Barbieri, Ayacucho |                          |
|             | Ramiro Turón · Fausto Piastrellini |     |                   | Árbitro(s): Facundo Díaz      | Árbitro(s): Facundo Díaz |

| 02 de julio | Ferrocarril Sud (Tandil)                               | 5:1     | San José (Tandil) | Dámaso Latasa, Tandil      |                            |
|             | Franco Reynoso · Pedro Etchegaray · Marcos Aberastegui | Reporte | Fabio Argüeso     | Árbitro(s): Marcelo Torres | Árbitro(s): Marcelo Torres |

| 02 de julio | Juventud Agraria (Rauch) | 1:1     | Botafogo (Rauch) | Municipal, Rauch |  |
|             | Diego Peñalba            | Reporte | Diego Green      |                  |  |

| 02 de julio | Gimnasia (Tandil) | 1:0 | Deportivo Tandil (Tandil) | Gimnasia, Tandil            |                             |
|             | Martín Ostinelli  |     |                           | Árbitro(s): Gustavo Beckman | Árbitro(s): Gustavo Beckman |

| 02 de julio | Loma Negra (Barker) | 2:2 | Ateneo Estrada (Ayacucho) | Loma Negra, Villa Cacique |                        |
|             | Anotado · Anotado   |     | Anotado · Anotado         | Árbitro(s): Paulo Latú    | Árbitro(s): Paulo Latú |

| 02 de julio | Ferroviarios (Benito Juárez) | 0:5 | Juarense (Benito Juárez)                                       | Ferroviarios, Benito Juárez |  |
|             |                              |     | Federico Morales · Luciano Silva · Facundo Ponce · Sergio Rulé |                             |  |

| 02 de julio | Sarmiento (Ayacucho)           | 2:1 | Independiente (Tandil) | Mpal. José Barbieri, Ayacucho |  |
|             | Martín Scerbo · Ricardo Sendra |     | Roger Rotonda          |                               |  |

| 02 de julio | Grupo Universitario (Tandil)                                   | 5:0 | Villa Aguirre (Tandil) | Movediza, Tandil       |                        |
|             | Jorge Weimann · Cristian Pérez · Manuel Cabrera · Lucas Zabala |     |                        | Árbitro(s): Diego Albo | Árbitro(s): Diego Albo |

| 02 de julio | Defensores del Cerro (Tandil)                                   | 5:0 | San Lorenzo (Rauch) | Mpal. Gral. San Martín, Tandil |                             |
|             | Sebastián Gorozo · Mario Lucero · Julio Prado · Pablo Iturralde |     |                     | Árbitro(s): Carlos Martínez    | Árbitro(s): Carlos Martínez |

- Fixture: La voz de Tandil

## Fase final
|  | Octavos de final         | Octavos de final        |                         |       | Cuartos de final | Cuartos de final |  |  | Semifinales | Semifinales |  |  | Final                     | Final                     |
|  | 9 de julio               | 9 de julio              |                         |       | 16 de julio      | 16 de julio      |  |  | 23 de julio | 23 de julio |  |  | 30 de julio y 6 de agosto | 30 de julio y 6 de agosto |
|  |                          |                         |                         |       |                  |                  |  |  |             |             |  |  |                           |                           |
|  |                          |                         |                         |       |                  |                  |  |  |             |             |  |  |                           |                           |
|  |                          |                         |                         |       |                  |                  |  |  |             |             |  |  |                           |                           |
|  | 'Ferro (Tandil)'         | 1 (4)                   |                         |       |                  |                  |  |  |             |             |  |  |                           |                           |
|  | 'Ferro (Tandil)'         | 1 (4)                   |                         |       |                  |                  |  |  |             |             |  |  |                           |                           |
|  | Sarmiento (Ayacucho)     | 1 (3)                   |                         |       |                  |                  |  |  |             |             |  |  |                           |                           |
|  | Sarmiento (Ayacucho)     | 1 (3)                   | Ferro (Tandil)          | 1     |                  |                  |  |  |             |             |  |  |                           |                           |
|  |                          |                         |                         | 1     |                  |                  |  |  |             |             |  |  |                           |                           |
|  |                          | Villa Aguirre (Tandil)  | 0                       |       |                  |                  |  |  |             |             |  |  |                           |                           |
|  | Villa Aguirre (Tandil)   | Villa Aguirre (Tandil)  | 0                       | 2 (4) |                  |                  |  |  |             |             |  |  |                           |                           |
|  | Villa Aguirre (Tandil)   |                         |                         | 2 (4) |                  |                  |  |  |             |             |  |  |                           |                           |
|  | Santamarina (Tandil)     | 2 (3)                   |                         |       |                  |                  |  |  |             |             |  |  |                           |                           |
|  | Santamarina (Tandil)     | 2 (3)                   | Ferro (Tandil)          | 2     |                  |                  |  |  |             |             |  |  |                           |                           |
|  |                          |                         |                         | 2     |                  |                  |  |  |             |             |  |  |                           |                           |
|  |                          | UNICEN (Tandil)         | 1                       |       |                  |                  |  |  |             |             |  |  |                           |                           |
|  | Excursionistas (Tandil)  | UNICEN (Tandil)         | 1                       | 4     |                  |                  |  |  |             |             |  |  |                           |                           |
|  | Excursionistas (Tandil)  |                         |                         | 4     |                  |                  |  |  |             |             |  |  |                           |                           |
|  | Gimnasia (Tandil)        | 1                       |                         |       |                  |                  |  |  |             |             |  |  |                           |                           |
|  | Gimnasia (Tandil)        | 1                       | Excursionistas (Tandil) | 2 (4) |                  |                  |  |  |             |             |  |  |                           |                           |
|  |                          |                         |                         | 2 (4) |                  |                  |  |  |             |             |  |  |                           |                           |
|  |                          | UNICEN (Tandil)         | 2 (5)                   |       |                  |                  |  |  |             |             |  |  |                           |                           |
|  | Grupo Univ. Tandil)      | UNICEN (Tandil)         | 2 (5)                   | 0     |                  |                  |  |  |             |             |  |  |                           |                           |
|  | Grupo Univ. Tandil)      |                         |                         | 0     |                  |                  |  |  |             |             |  |  |                           |                           |
|  | UNICEN (Tandil)          | 3                       |                         |       |                  |                  |  |  |             |             |  |  |                           |                           |
|  | UNICEN (Tandil)          | 3                       | Ferro (Tandil)          | 0 4   |                  |                  |  |  |             |             |  |  |                           |                           |
|  |                          |                         |                         | 0 4   |                  |                  |  |  |             |             |  |  |                           |                           |
|  |                          | Def. del Cerro (Tandil) | 0 1                     |       |                  |                  |  |  |             |             |  |  |                           |                           |
|  | Def. del Cerro (Tandil)  | Def. del Cerro (Tandil) | 0 1                     | 5     |                  |                  |  |  |             |             |  |  |                           |                           |
|  | Def. del Cerro (Tandil)  |                         |                         | 5     |                  |                  |  |  |             |             |  |  |                           |                           |
|  | Argentino (B. Juárez)    | 1                       |                         |       |                  |                  |  |  |             |             |  |  |                           |                           |
|  | Argentino (B. Juárez)    | 1                       | Def. del Cerro (Tandil) | 3     |                  |                  |  |  |             |             |  |  |                           |                           |
|  |                          |                         |                         | 3     |                  |                  |  |  |             |             |  |  |                           |                           |
|  |                          | A. Estrada (Ayacucho)   | 0                       |       |                  |                  |  |  |             |             |  |  |                           |                           |
|  | San José (Tandil)        | A. Estrada (Ayacucho)   | 0                       | 1 (1) |                  |                  |  |  |             |             |  |  |                           |                           |
|  | San José (Tandil)        |                         |                         | 1 (1) |                  |                  |  |  |             |             |  |  |                           |                           |
|  | A. Estrada (Ayacucho)    | 1 (4)                   |                         |       |                  |                  |  |  |             |             |  |  |                           |                           |
|  | A. Estrada (Ayacucho)    | 1 (4)                   | Def. del Cerro (Tandil) | 5     |                  |                  |  |  |             |             |  |  |                           |                           |
|  |                          |                         |                         | 5     |                  |                  |  |  |             |             |  |  |                           |                           |
|  |                          | Atlético Ayacucho       | 3                       |       |                  |                  |  |  |             |             |  |  |                           |                           |
|  | Atlético Ayacucho        | Atlético Ayacucho       | 3                       | 2     |                  |                  |  |  |             |             |  |  |                           |                           |
|  | Atlético Ayacucho        |                         |                         | 2     |                  |                  |  |  |             |             |  |  |                           |                           |
|  | Juarense (Benito Juárez) | 0                       |                         |       |                  |                  |  |  |             |             |  |  |                           |                           |
|  | Juarense (Benito Juárez) | 0                       | Atlético Ayacucho       | 2     |                  |                  |  |  |             |             |  |  |                           |                           |
|  |                          |                         |                         | 2     |                  |                  |  |  |             |             |  |  |                           |                           |
|  |                          | Defensores (Ayacucho)   | 0                       |       |                  |                  |  |  |             |             |  |  |                           |                           |
|  | Independiente (Tandil)   | Defensores (Ayacucho)   | 0                       | 2 (1) |                  |                  |  |  |             |             |  |  |                           |                           |
|  | Independiente (Tandil)   |                         |                         | 2 (1) |                  |                  |  |  |             |             |  |  |                           |                           |
|  | Defensores (Ayacucho)    | 2 (2)                   |                         |       |                  |                  |  |  |             |             |  |  |                           |                           |
|  | Defensores (Ayacucho)    | 2 (2)                   |                         |       |                  |                  |  |  |             |             |  |  |                           |                           |

| Ganador Apertura 2011    |
| ------------------------ |
| Ferrocarril Sud (Tandil) |

### Octavos de final
| 9 de julio de 2011 | Ferrocarril Sud (Tandil) | 1:1 (4:3 p.) | Sarmiento (Ayacucho) | Dámaso Latasa, Tandil       |                             |
|                    | Gustavo Arozarena        | Reporte      | Ricardo Sendra       | Árbitro(s): Víctor González | Árbitro(s): Víctor González |

| 9 de julio de 2011 | Villa Aguirre (Tandil)         | 2:2 (4:3 p.) | Santamarina (Tandil) | Gimnasia y Esgrima, Tandil      |                                 |
|                    | Matías Acevedo · Martín Pradal | Reporte      | Nicolás Valerio      | Árbitro(s): Guillermo Giacoboni | Árbitro(s): Guillermo Giacoboni |

| 9 de julio de 2011 | Excursionistas (Tandil)                                                 | 4:1     | Gimnasia (Tandil)               | Excursionistas, Tandil    |                           |
|                    | Matías Lecuona · Ariel Paredes · Diego Pérez Rivero · Cristian Cuviller | Reporte | Martín Ostinelli · Manuel Selpa | Árbitro(s): Nicolás Terni | Árbitro(s): Nicolás Terni |

| 9 de julio de 2011 | Archivo:Club Grupo Universitario (Tandil).png Grupo Univ. Tandil) | 0:3     | UNICEN (Tandil)             | La Movediza, Tandil            |                                |
|                    |                                                                   | Reporte | Lucas Porta · Gastón Romera | Árbitro(s): Marcos Altamiranda | Árbitro(s): Marcos Altamiranda |

| 9 de julio de 2011 | Def. del Cerro (Tandil)                                                               | 5:1     | Argentino (Benito Juárez) | Mpal. Gral. San Martín, Tandil |                            |
|                    | Marcelo Abadie · Claudio Colotti · Pedro Murrone · Gonzalo Cadona · Marcos Abrisqueta | Reporte | Gastón Perrone            | Árbitro(s): Marcelo Torres     | Árbitro(s): Marcelo Torres |

| 9 de julio de 2011 | San José (Tandil)                | 1:1 (1:4 p.) | Estrada (Ayacucho) | Mpal. Gral. San Martín, Tandil |                             |
|                    | Fabio Argüeso · Ezequiel Sánchez | Reporte      | Fernando Viere     | Árbitro(s): Carlos Martínez    | Árbitro(s): Carlos Martínez |

| 9 de julio de 2011 | Atlético Ayacucho                | 2:0     | Juarense (Benito Juárez) | Mpal. José Barbieri, Ayacucho |                             |
|                    | Camilo Fernández · Matías Pereda | Reporte |                          | Árbitro(s): Lucas Gualdieri   | Árbitro(s): Lucas Gualdieri |

| 9 de julio de 2011 | Independiente (Tandil)                        | 2:2 (1:2 p.) | Defensores (Ayacucho)                      | Independiente, Tandil     |                           |
|                    | Mariano Rodríguez Farías · Maximiliano Villar | Reporte      | Fausto Piastrellini · Francisco Signorelli | Árbitro(s): Lucas Novelli | Árbitro(s): Lucas Novelli |

### Cuartos de final
| 16 de julio de 2011 | Ferrocarril Sud (Tandil) | 1:0     | Villa Aguirre (Tandil) | Dámaso Latasa, Tandil      |                            |
|                     | Federico Cadona          | Reporte |                        | Árbitro(s): Marcelo Torres | Árbitro(s): Marcelo Torres |

| 16 de julio de 2011 | Excursionistas (Tandil) | 2:2 (4:5 p.) | UNICEN (Tandil)             | Excursionistas, Tandil |                        |
|                     | Patricio Santeramo      | Reporte      | Juan Jáuregui · Lucas Porta | Árbitro(s): Diego Albo | Árbitro(s): Diego Albo |

| 16 de julio de 2011 | Def. del Cerro (Tandil)                               | 3:0     | Estrada (Ayacucho) | Mpal. Gral. San Martín, Tandil |                        |
|                     | Sebastián Gorozo · Jonatan Ruarte · Claudio Colotti · | Reporte | Fernando Viere     | Árbitro(s): Paulo Latú         | Árbitro(s): Paulo Latú |

| 16 de julio de 2011 | Atlético Ayacucho               | 2:0     | Defensores (Ayacucho) | Mpal. José Barbieri, Ayacucho |                         |
|                     | Julián Aguirre · Manuel Ferrari | Reporte |                       | Árbitro(s): Jorge Ocaño       | Árbitro(s): Jorge Ocaño |

### Semifinales
| 23 de julio de 2011 | Ferrocarril Sud (Tandil)                  | 2:0     | UNICEN (Tandil) | Dámaso Latasa, Tandil       |                             |
|                     | Juan R. Sánchez 33' · Federico Cadona 75' | Reporte |                 | Árbitro(s): Victor González | Árbitro(s): Victor González |

| 23 de julio de 2011 | Def. del Cerro (Tandil)                                                               | 5:3     | Atlético Ayacucho                                               | Mpal. Gral. San Martín, Tandil |                             |
|                     | Marcelo Abadie 22' 47' · Pedro Murrone 35' · Gonzalo Cadona 40' · Jonathan Ruarte 70' | Reporte | Julián Aguirre 15' · Matías Pereda 79' · Mariano Montalivet 84' | Árbitro(s): Carlos Martínez    | Árbitro(s): Carlos Martínez |

### Finales
| ida; 30 de julio de 2011 | Def. del Cero (Tandil) | 0 :0    | Ferrocarril Sud (Tandil) | Mpal. Gral. San Martín, Tandil |                           |
|                          |                        | Reporte |                          | Árbitro(s): Lucas Novelli      | Árbitro(s): Lucas Novelli |

| DEFENSORES DEL CERRO 0                                    | FERROCARRIL SUD 0                                                                       |
| --------------------------------------------------------- | --------------------------------------------------------------------------------------- |
| POR Martín Pogorzelski                                    | POR Federico Irureta                                                                    |
| DEF Juan Pueblas                                          | DEF Leandro Candia                                                                      |
| DEF Luis Ravena                                           | DEF Emiliano Aranda                                                                     |
| DEF Pedro Murrone                                         | DEF Marcos Aberastegui                                                                  |
| DEF Marcos Colotti                                        | DEF Emanuel Villegas                                                                    |
| MED Jonatan Ruarte                                        | MED Juan Sánchez                                                                        |
| MED Sebastián Gorozo                                      | MED Gustavo Arozarena                                                                   |
| MED Walter Quinteros                                      | MED Rodrigo García                                                                      |
| MED Claudio Colotti                                       | MED Carlos Candia                                                                       |
| DEL Gonzalo Cadona                                        | DEL Federico Cadona                                                                     |
| DEL Marcelo Abadié                                        | DEL Franco Reynoso                                                                      |
| DT Luis Ruarte                                            | DT Oscar López                                                                          |
| Cambios: Julio Prado X Colotti César González X Quinteros | Cambios: Pedro Etchegaray X Carlos Candia Martín Ribas X Reynoso Damián Villar X García |

«Ferrocarril Sud Campeón del Apertura 2011» en YouTube.
| vuelta; 6 de agosto de 2011 | Ferrocarril Sud (Tandil)                                                                               | 4:1     | Def. del Cero (Tandil) | Dámaso Latassa, Tandil     |                            |
|                             | Marcos Aberastegui 19' · Facundo Franco 21' · Damián Villar 88' · Federico Cadona 90+1' · Juan Sánchez | Reporte | Juan Pueblas 45+2'     | Árbitro(s): Marcelo Torres | Árbitro(s): Marcelo Torres |

| FERROCARRIL SUD 4                                                                       | DEFENSORES DEL CERRO 1                                                                          |
| --------------------------------------------------------------------------------------- | ----------------------------------------------------------------------------------------------- |
| POR Federico Irureta                                                                    | POR Martín Pogorzelski                                                                          |
| DEF Facundo Franco                                                                      | DEF César González                                                                              |
| DEF Emiliano Aranda                                                                     | DEF Luis Ravena                                                                                 |
| DEF Marcos Aberastegui                                                                  | DEF David Thomas                                                                                |
| DEF Emanuel Villegas                                                                    | DEF Juan Pueblas                                                                                |
| MED Juan Sánchez                                                                        | MED Marcos Colotti                                                                              |
| MED Gustavo Arozarena                                                                   | MED Lucas Ruarte                                                                                |
| MED Rodrigo García                                                                      | MED Sebastián Gorozo                                                                            |
| MED Carlos Candia                                                                       | MED Claudio Colotti                                                                             |
| MED Martín Ribas                                                                        | DEL Gonzalo Cadona                                                                              |
| DEL Federico Cadona                                                                     | DEL Marcelo Abadié                                                                              |
| DT Oscar López                                                                          | DT Luis Ruarte                                                                                  |
| Cambios: Pedro Etchegaray X Carlos Candia Damián Villar X Ribas Franco Reynoso X García | Cambios: Julio Prado X Claudio Colotti Walter Quinteros X Pueblas Mario Lucero X Marcos Colotti |

## Goleadores del apertura
| Jugador              | Jugador            | Goles | Equipo                      |
| -------------------- | ------------------ | ----- | --------------------------- |
| Bandera de Argentina | Martín Ostinelli   | 12    | Gimnasia y Esgrima (Tandil) |
| Bandera de Argentina | Julian Aguirre     | 11    | Atlético (Ayacucho)         |
| Bandera de Argentina | Maximiliano Villar | 11    | Independiente (Tandil)      |
| Bandera de Argentina | Mariano Montalivet | 7     | Atlético (Ayacucho)         |
| Bandera de Argentina | Luciano Silva      | 7     | Juarense (Benito Juárez)    |

- Fuente: * Goleadores

## Clausura 2011

### Posiciones de la última fecha de la Zona 1
|     | Equipos                     | Pts. | PJ | PG | PE | PP | GF | GC | Dif. |
| --- | --------------------------- | ---- | -- | -- | -- | -- | -- | -- | ---- |
| 1.  | Defensores (Ayacucho)       | 25   | 10 | 8  | 1  | 1  | 16 | 3  | 13   |
| 2.  | Ferrocarril Sud (Tandil)    | 24   | 10 | 8  | 0  | 2  | 30 | 11 | 19   |
| 3.  | Santamarina (Tandil)        | 21   | 10 | 6  | 3  | 1  | 26 | 8  | 18   |
| 4.  | Velense (M. I. Vela) 2      | 19   | 10 | 5  | 4  | 1  | 15 | 5  | 10   |
| 5.  | Atlético Ayacucho 4         | 18   | 10 | 5  | 3  | 2  | 18 | 12 | 6    |
| 6.  | Excursionistas (Tandil) 3 5 | 17   | 10 | 5  | 2  | 3  | 13 | 10 | 3    |
| 7.  | UNICEN (Tandil)             | 10   | 10 | 3  | 1  | 6  | 11 | 14 | -3   |
| 8.  | Argentino (Benito Juárez)   | 10   | 10 | 2  | 4  | 4  | 9  | 23 | -14  |
| 9.  | San José (Tandil)           | 8    | 10 | 2  | 2  | 6  | 14 | 18 | -4   |
| 10. | Botafogo (Rauch) 6          | 3    | 10 | 1  | 0  | 9  | 4  | 28 | -13  |
| 11. | Juventud Agraria (Rauch) 1  | 0    | 10 | 0  | 0  | 10 | 7  | 31 | -24  |

(1): Juventud Agraria (Rauch), se retiró del torneo en la fecha 8. 

(2): Se le dio por ganado el encuentro a Velense (Vela) 2 a 0, por la no presentación de Juventud Agraria (Rauch).

(3): Se le dio por ganado el encuentro a Excursionistas (Tandil) 2 a 0, por la no presentación de Botafogo (Rauch).

(4): Se le dio por ganado el encuentro a Atlético Ayacucho 2 a 0, por la no presentación de Juventud Agraria (Rauch).

(5): Se le dio por ganado el encuentro a Excursionistas (Tandil) 2 a 0, por la no presentación de Juventud Agraria (Rauch).

(6): Se le dio por ganado el encuentro a Botafogo (Rauch) 2 a 0, por la no presentación de Juventud Agraria (Rauch).

### Posiciones de la última fecha de la Zona 2
|     | Equipos                       | Pts. | PJ | PG | PE | PP | GF | GC | Dif. |
| --- | ----------------------------- | ---- | -- | -- | -- | -- | -- | -- | ---- |
| 1.  | Independiente (Tandil)        | 28   | 11 | 9  | 1  | 1  | 30 | 13 | 17   |
| 2.  | Sarmiento (Ayacucho)          | 25   | 11 | 8  | 1  | 2  | 28 | 11 | 17   |
| 3.  | Grupo Universitario (Tandil)  | 21   | 11 | 6  | 3  | 2  | 34 | 11 | 23   |
| 4.  | Ateneo Estrada (Ayacucho)     | 18   | 11 | 5  | 3  | 3  | 15 | 9  | 6    |
| 5.  | Gimnasia (Tandil)             | 17   | 11 | 4  | 5  | 2  | 13 | 11 | 2    |
| 6.  | Defensores del Cerro (Tandil) | 16   | 11 | 5  | 1  | 5  | 23 | 17 | 6    |
| 7.  | Villa Aguirre (Tandil)        | 15   | 11 | 4  | 3  | 4  | 15 | 14 | 1    |
| 8.  | Juarense (Benito Juárez)      | 14   | 11 | 3  | 5  | 3  | 21 | 16 | 5    |
| 9.  | Loma Negra (Barker)           | 14   | 11 | 3  | 5  | 3  | 12 | 17 | -5   |
| 10. | San Lorenzo (Rauch)           | 6    | 11 | 1  | 3  | 7  | 11 | 38 | -27  |
| 11. | Deportivo Tandil (Tandil)     | 6    | 11 | 1  | 3  | 7  | 8  | 26 | -18  |
| 12. | Ferroviarios (Benito Juárez)  | 1    | 11 | 0  | 1  | 10 | 5  | 32 | -27  |

Fuente: Minuto 91 (enlace roto disponible en Internet Archive; véase el historial, la primera versión y la última).
|  | Clasificados a Cuartos de final |

## Resultados
| 27 de agosto | Defensores (Ayacucho) | 1:0 | Excursionistas (Tandil) | Mpal. José Barbieri, Ayacucho |  |
|              | Nicolás Barrutia      |     |                         |                               |  |

| 27 de agosto | UNICEN (Tandil) | 1:2 | Atlético Ayacucho                   | Excursionistas, Tandil |                        |
|              | Gastón Romera   |     | Mariano Montalivet · Julián Aguirre | Árbitro(s): Diego Albo | Árbitro(s): Diego Albo |

| 27 de agosto | Argentino (Benito Juárez) | 0:0     | Velense (M. I. Vela) | Gastón Lafón, Benito Juárez  |                              |
|              |                           | Reporte |                      | Árbitro(s): Daniel Iturregui | Árbitro(s): Daniel Iturregui |

| 27 de agosto | San José (Tandil) | 1:3 | Santamarina (Tandil)           | Movediza, Tandil                |                                 |
|              | Leandro López     |     | Dardo Villa · Agustín Politano | Árbitro(s): Sebastián Quinteros | Árbitro(s): Sebastián Quinteros |

| 27 de agosto | Juventud Agraria (Rauch)    | 2:4 | Ferrocarril Sud (Tandil)                        | Municipal, Rauch |  |
|              | Diego Peñalba · Diego Parra |     | Franco Reynoso · Daniel Candia · Rodrigo García |                  |  |

| 27 de agosto | Ferroviarios (Benito Juárez)                                    | 3:5     | Grupo Universitario (Tandil)                   | Ferroviarios, Benito Juárez |                            |
|              | César Rodríguez · Ezequiel Villarino -' (a.g.) · David Espinoza | Reporte | Leandro Parra · Julián Savaler · Juan Gamalero | Árbitro(s): Rómulo Acevedo  | Árbitro(s): Rómulo Acevedo |

| 27 de agosto | Villa Aguirre (Tandil)                                                            | 5:0 | San Lorenzo (Rauch) | Dámaso Latasa, Tandil  |                        |
|              | Damián Torrano · Mauricio Roldán · Santiago Beltrán · Luis Montero · Leandro Ríos |     |                     | Árbitro(s): Paulo Latú | Árbitro(s): Paulo Latú |

| 27 de agosto | Defensores del Cerro (Tandil) | 0:1     | Independiente (Tandil) | Mpal. Gral. San Martín, Tandil   |                                  |
|              |                               | Reporte | Maximiliano Villar 72' | Árbitro(s): Víctor Hugo González | Árbitro(s): Víctor Hugo González |

| 27 de agosto | Sarmiento (Ayacucho) | 1:0 | Deportivo Tandil (Tandil) | Mpal. José Barbieri, Ayacucho |  |
|              | Ricardo Sendra       |     |                           |                               |  |

| 27 de agosto | Gimnasia (Tandil) | 0:1 | Ateneo Estrada (Ayacucho) | Gimnasia, Tandil          |                           |
|              |                   |     | Rodrigo Zárate            | Árbitro(s): Nicolás Terni | Árbitro(s): Nicolás Terni |

| 27 de agosto | Loma Negra (Barker) | 1:1 | Juarense (Benito Juárez) | Loma Negra, Villa Cacique |                           |
|              | Carlos Oscar        |     | Luciano Silva            | Árbitro(s): Lucas Novelli | Árbitro(s): Lucas Novelli |

| 3 de septiembre | Excursionistas (Tandil) | 1:0 | UNICEN (Tandil) | Excursionistas, Tandil          |                                 |
|                 | Roque Yuvisa            |     |                 | Árbitro(s): Guillermo Giacoboni | Árbitro(s): Guillermo Giacoboni |

| 3 de septiembre | Atlético Ayacucho | 1:1 | Argentino (Benito Juárez) | Mpal. José Barbieri, Ayacucho |                             |
|                 | Julián Aguirre    |     | Gastón Perrone            | Árbitro(s): Lucas Gualdieri   | Árbitro(s): Lucas Gualdieri |

| 3 de septiembre | Velense (M. I. Vela) | 0:0 | San José (Tandil) | Miguel Ochoa, Vela     |  |
|                 |                      |     |                   | Árbitro(s): Paulo Latú |  |

| 3 de septiembre | Ferrocarril Sud (Tandil)                 | 2:0     | Santamarina (Tandil) | Dámaso Latasa, Tandil          |                                |
|                 | Martín Ribas 67' · Gustavo Arozarena 86' | Reporte |                      | Árbitro(s): Marcos Altamiranda | Árbitro(s): Marcos Altamiranda |

| 3 de septiembre | Botafogo (Rauch) | 0:1 | Defensores (Ayacucho) | Botafogo, Rauch              |                              |
|                 |                  |     | Federico Arca         | Árbitro(s): Germán Caballero | Árbitro(s): Germán Caballero |

| 3 de septiembre | Ferroviarios (Benito Juárez) | 0:2     | Loma Negra (Barker)         | Ferroviarios, Benito Juárez |                            |
|                 |                              | Reporte | Jorge Correa · Martín Baier | Árbitro(s): Horacio Alonso  | Árbitro(s): Horacio Alonso |

| 3 de septiembre | Grupo Universitario (Tandil)                                                                                 | 11:0 | San Lorenzo (Rauch) | Movediza, Tandil                 |                                  |
|                 | Diego Sosa · Cristian Pérez · Jonatan Otegui · Jorge Weimann · Juan Gamalero · Leandro Parra · Matías Méndez |      |                     | Árbitro(s): Víctor Hugo González | Árbitro(s): Víctor Hugo González |

| 3 de septiembre | Independiente (Tandil)                                       | 3:0 | Villa Aguirre (Tandil) | Agustín F. Berroeta, Tandil |                            |
|                 | Gonzalo Rotonda · Santiago Beltrán -' (a.g.) · Amiel Cuestas |     |                        | Árbitro(s): Marcelo Torres  | Árbitro(s): Marcelo Torres |

| 3 de septiembre | Deportivo Tandil (Tandil) | 0:2 | Defensores del Cerro (Tandil) | Gimnasia, Tandil                |                                 |
|                 |                           |     | Mario Lucero                  | Árbitro(s): Sebastián Quinteros | Árbitro(s): Sebastián Quinteros |

| 3 de septiembre | Juarense (Benito Juárez) | 0:0     | Gimnasia (Tandil) | Gastón Lafón, Benito Juárez  |                              |
|                 |                          | Reporte |                   | Árbitro(s): Daniel Iturregui | Árbitro(s): Daniel Iturregui |

| 3 de septiembre | Ateneo Estrada (Ayacucho) | 1:2 | Sarmiento (Ayacucho)                | Mpal. José Barbieri, Ayacucho |  |
|                 | Mauricio Vitral           |     | Federico Moreira · Leonardo Serfaty |                               |  |

| 10 de septiembre | Defensores (Ayacucho)                                | 4:0 | Juventud Agraria (Rauch) | Mpal. José Barbieri, Ayacucho |  |
|                  | Fausto Piastrellini · Walter Gómez · Alejandro Atela |     |                          |                               |  |

| 10 de septiembre | UNICEN (Tandil)                 | 2:0 | Botafogo (Rauch) | Excursionistas, Tandil    |                           |
|                  | Marcelo Urtiaga · Gastón Romera |     |                  | Árbitro(s): Nicolás Terni | Árbitro(s): Nicolás Terni |

| 10 de septiembre | Argentino (Benito Juárez) | 0:2     | Excursionistas (Tandil)  | Gastón Lafón, Benito Juárez |                            |
|                  |                           | Reporte | Diego Andolfatti 11' 37' | Árbitro(s): Rómulo Acevedo  | Árbitro(s): Rómulo Acevedo |

| 10 de septiembre | San José (Tandil) | 0:1 | Atlético Ayacucho  | La Movediza, Tandil       |                           |
|                  |                   |     | Mariano Montalivet | Árbitro(s): Lucas Novelli | Árbitro(s): Lucas Novelli |

| 10 de septiembre | Santamarina (Tandil) | 0:0 | Velense (M. I. Vela) | Club Hípico, Tandil         |  |
|                  |                      |     |                      | Árbitro(s): Víctor González |  |

| 10 de septiembre | Gimnasia (Tandil)                    | 3:1 | Ferroviarios (Benito Juárez) | Gimnasia, Tandil           |                            |
|                  | Martín Ostinelli · Sebastián Belsito |     | Guillermo Loyola             | Árbitro(s): Marcelo Torres | Árbitro(s): Marcelo Torres |

| 10 de septiembre | Sarmiento (Ayacucho)             | 2:1 | Juarense (Benito Juárez) | Mpal. José Barbieri, Ayacucho |  |
|                  | Ricardo Sendra · Braulio Lorenzo |     | Germán González          |                               |  |

| 10 de septiembre | Defensores del Cerro (Tandil)      | 2:1 | Ateneo Estrada (Ayacucho) | Mpal. Gral. San Martín, Tandil |                                |
|                  | Claudio González · Marcelo Vázquez |     | Daniel Sutil              | Árbitro(s): Marcos Altamiranda | Árbitro(s): Marcos Altamiranda |

| 10 de septiembre | Villa Aguirre (Tandil) | 1:0     | Deportivo Tandil (Tandil) | Dámaso Latasa, Tandil           |                                 |
|                  | Santiago Beltrán 86'   | Reporte |                           | Árbitro(s): Sebastián Quinteros | Árbitro(s): Sebastián Quinteros |

| 10 de septiembre | San Lorenzo (Rauch) | 1:1 | Independiente (Tandil) | Municipal, Rauch |  |
|                  | Nicolás Lezcano     |     | Mariano Rodríguez      |                  |  |

| 7 de noviembre | Loma Negra (Barker) | 0:0 | Grupo Universitario (Tandil) | Mpal. Gral. San Martín, Tandil |  |
|                |                     |     |                              | Árbitro(s): Paulo Latú         |  |

| 24 de septiembre | Juventud Agraria (Rauch)       | 2:3 | UNICEN (Tandil)                 | Municipal, Rauch            |                             |
|                  | Juan Rabaynera · Facundo Fazio |     | Ramiro Stéfano · Nicolás Varela | Árbitro(s): Paulo Caballero | Árbitro(s): Paulo Caballero |

| 24 de septiembre | Ferrocarril Sud (Tandil) | 0:2     | Velense (M. I. Vela)                     | Dámaso Latasa, Tandil      |                            |
|                  |                          | Reporte | Laureano Pereyra 23' · Leonel García 81' | Árbitro(s): Marcelo Torres | Árbitro(s): Marcelo Torres |

| 24 de septiembre | Excursionistas (Tandil)      | 2:1 | San José (Tandil) | Excursionistas, Tandil      |                             |
|                  | Roque Yuvisa · Ariel Paredes |     | Sergio Peirano    | Árbitro(s): Gustavo Beckman | Árbitro(s): Gustavo Beckman |

| 24 de septiembre | Atlético Ayacucho              | 2:2 | Santamarina (Tandil)           | Mpal. José Barbieri, Ayacucho |                             |
|                  | Matías Pereda · Julián Aguirre |     | Rodolfo Valerio · Matías Gogna | Árbitro(s): Daniel Figueroa   | Árbitro(s): Daniel Figueroa |

| 24 de septiembre | Botafogo (Rauch) | 1:2 | Argentino (Benito Juárez) | Botafogo, Rauch |  |
|                  | Matías Caballero |     | Iñaki Lecuona             |                 |  |

| 15 de septiembre | Grupo Universitario (Tandil) | 1:2     | Independiente (Tandil)                         | Mpal. Gral. San Martín, Tandil |                                |
|                  | Jonathan Otegui              | Reporte | Gastón Olavarrieta · Julián Sallaber -' (a.g.) | Árbitro(s): Marcos Altamiranda | Árbitro(s): Marcos Altamiranda |

| 24 de septiembre | Ateneo Estrada (Ayacucho) | 1:1 | Villa Aguirre (Tandil) | Mpal. José Barbieri, Ayacucho |  |
|                  | Emiliano García           |     | Martín Pradal          |                               |  |

| 24 de septiembre | Deportivo Tandil (Tandil) | 0:0 | San Lorenzo (Rauch) | Gimnasia, Tandil          |  |
|                  |                           |     |                     | Árbitro(s): Lucas Novelli |  |

| 24 de septiembre | Juarense (Benito Juárez)      | 2:2     | Defensores del Cerro (Tandil)    | Gastón Lafón, Benito Juárez |                          |
|                  | Marcos Cluigt · Luciano Silva | Reporte | Claudio González · Pedro Murrone | Árbitro(s): Javier Pérez    | Árbitro(s): Javier Pérez |

| 24 de septiembre | Loma Negra (Barker) | 1:1 | Gimnasia (Tandil) | Loma Negra, Villa Cacique |                        |
|                  | Emiliano Baier      |     | Martín Ostinelli  | Árbitro(s): Paulo Latú    | Árbitro(s): Paulo Latú |

| 24 de septiembre | Ferroviarios (Benito Juárez) | 0:5 | Sarmiento (Ayacucho)                               | Ferroviarios, Benito Juárez |  |
|                  |                              |     | Leonardo Serfaty · Ricardo Sendra · Nicolás Toledo |                             |  |

| 01 de octubre | Argentino (Benito Juárez)                                              | 3:1     | Juventud Agraria (Rauch) | Gastón Lafón, Benito Juárez |                            |
|               | Luciano Madrid 47' · Joaquín Orvezabal 64' (a.g.) · Gastón Perrone 73' | Reporte | Luis Guevara 81'         | Árbitro(s): Horacio Alonso  | Árbitro(s): Horacio Alonso |

| 01 de octubre | Velense (M. I. Vela)            | 4:2 | Atlético Ayacucho                   | Miguel Ochoa, Vela          |                             |
|               | Gonzalo Álvarez · Martín Alonso |     | Julián Aguirre · Juan Pablo Ledesma | Árbitro(s): Víctor González | Árbitro(s): Víctor González |

| 01 de octubre | Santamarina (Tandil)                | 3:1 | Excursionistas (Tandil) | Club Hípico, Tandil        |                            |
|               | Rodolfo Valerio · Juan Pablo Juárez |     | Roque Yuvisa            | Árbitro(s): Marcelo Torres | Árbitro(s): Marcelo Torres |

| 01 de octubre | Defensores (Ayacucho)             | 2:1 | Ferrocarril Sud (Tandil) | Mpal. José Barbieri, Ayacucho |  |
|               | Víctor Gorrasi · Nicolás Barrutia |     | Gustavo Arozarena        |                               |  |

| 01 de octubre | San José (Tandil)                                     | 4:1 | Botafogo (Rauch) | Movediza, Tandil                |                                 |
|               | Ezequiel Sánchez · Facundo Salaberry · Federico Ávila |     | Octavio Martínez | Árbitro(s): Guillermo Giacoboni | Árbitro(s): Guillermo Giacoboni |

| 01 de octubre | Villa Aguirre (Tandil) | 0:1     | Juarense (Benito Juárez) | Dámaso Latasa, Tandil          |                                |
|               |                        | Reporte | Luciano Silva            | Árbitro(s): Marcos Altamiranda | Árbitro(s): Marcos Altamiranda |

| 01 de octubre | San Lorenzo (Rauch) | 0:1 | Ateneo Estrada (Ayacucho) | Municipal, Rauch             |                              |
|               |                     |     | Juan Pablo Vicente        | Árbitro(s): Germán Caballero | Árbitro(s): Germán Caballero |

| 01 de octubre | Gimnasia (Tandil) | 0:0 | Grupo Universitario (Tandil) | Gimnasia, Tandil          |  |
|               |                   |     |                              | Árbitro(s): Lucas Novelli |  |

| 01 de octubre | Sarmiento (Ayacucho)              | 2:0 | Loma Negra (Barker) | Mpal. José Barbieri, Ayacucho |  |
|               | Leonardo Serfaty · Ricardo Sendra |     |                     |                               |  |

| 22 de octubre | Defensores del Cerro (Tandil)                                                       | 4:0     | Ferroviarios (Benito Juárez) | Mpal. Gral. San Martín, Tandil   |                                  |
|               | Julio Prado 16' · Emanuel Barriola 55' · Sebastián Gorozo 58' · Marcelo Vázquez 87' | Reporte |                              | Árbitro(s): Víctor Hugo González | Árbitro(s): Víctor Hugo González |

| 22 de octubre | Independiente (Tandil)                                                                                             | 7:1     | Deportivo Tandil (Tandil) | Mpal. Gral. San Martín, Tandil |                        |
|               | Emilio Galavert 3' · Cristian Bulacio 13' 20' · Gonzalo Rotonda 49' · Nicasio Elia 78' 86' · Mariano Rodríguez 90' | Reporte | Leandro Barrera 26'       | Árbitro(s): Paulo Latú         | Árbitro(s): Paulo Latú |

| 15 de octubre | Excursionistas (Tandil) | 1:1 | Velense (M. I. Vela) | Excursionistas, Tandil |                        |
|               | Martín Luque            |     | Laureano Pereyra     | Árbitro(s): Diego Albo | Árbitro(s): Diego Albo |

| 15 de octubre | Juventud Agraria (Rauch)       | 2:3 | San José (Tandil)                              | Municipal, Rauch |  |
|               | Diego Peñalba · Juan Rabainera |     | Lautaro Llano · Walter Bulacio · Fabio Argüeso |                  |  |

| 15 de octubre | Botafogo (Rauch) | 0:3 | Santamarina (Tandil)                | Botafogo, Rauch |  |
|               |                  |     | Rodolfo Valerio · Juan Pablo Juárez |                 |  |

| 15 de octubre | Ferrocarril Sud (Tandil)       | 2:1 | Atlético Ayacucho | Dámaso Latasa, Tandil  |                        |
|               | Damián Villar · Franco Reynoso |     | Nicolás Baraiolo  | Árbitro(s): Paulo Latú | Árbitro(s): Paulo Latú |

| 15 de octubre | Defensores (Ayacucho) | 1:0 | UNICEN (Tandil) | Mpal. José Barbieri, Ayacucho |  |
|               | Nicolás Barrutia      |     |                 |                               |  |

| 15 de octubre | Gimnasia (Tandil)                         | 2:1 | Sarmiento (Ayacucho) | Gimnasia, Tandil                |                                 |
|               | Luciano Lorenzo -' (a.g.) · Juan Elgadale |     | Leonardo Serfaty     | Árbitro(s): Sebastián Quinteros | Árbitro(s): Sebastián Quinteros |

| 15 de octubre | Grupo Universitario (Tandil)                              | 6:1     | Deportivo Tandil (Tandil) | Movediza, Tandil               |                                |
|               | José Gómez · Matías Méndez · Lucas Zabala · Lucas Giménez | Reporte | Marcelo Díaz              | Árbitro(s): Marcos Altamiranda | Árbitro(s): Marcos Altamiranda |

| 15 de octubre | Loma Negra (Barker) | 0:5 | Defensores del Cerro (Tandil)                                          | Loma Negra, Villa Cacique  |                            |
| |                     |     | Pedro Murrone · Sebastián Gorozo · Claudio Colotti · Marcelo Vázquez · | Árbitro(s): Marcelo Torres | Árbitro(s): Marcelo Torres |
| El partido fue suspendido a los 40’ del segundo tiempo por el ingreso de un particular con intenciones de agredir al árbitro Marcelo Torres. |                     |     |                                                                        |                            |                            |

| 15 de octubre | Ferroviarios (Benito Juárez) | 1:2     | Villa Aguirre (Tandil)             | Ferroviarios, Benito Juárez  |                              |
|               | César Rodríguez              | Reporte | Mauricio Roldán · Hernán Rodríguez | Árbitro(s): Daniel Iturregui | Árbitro(s): Daniel Iturregui |

| 15 de octubre | Juarense (Benito Juárez)      | 5:1     | San Lorenzo (Rauch) | Gastón Lafón, Benito Juárez |                            |
|               | Luciano Silva · Facundo Ponce | Reporte | Juan Lasarte        | Árbitro(s): Rómulo Acevedo  | Árbitro(s): Rómulo Acevedo |

| 15 de octubre | Ateneo Estrada (Ayacucho)                                                 | 4:0     | Independiente (Tandil) | Mpal. José Barbieri, Ayacucho |                             |
|               | Mariano Rodríguez 25' (a.g.) · Rodrigo Zárate 30' 88' · Aníbal Romero 84' | Reporte |                        | Árbitro(s): Daniel Figueroa   | Árbitro(s): Daniel Figueroa |

| 27 de octubre | UNICEN (Tandil) | 1:2 | Ferrocarril Sud (Tandil)      | Mpal. Gral. San Martín, Tandil |  |
|               | Juan Jáuregui   |     | Juan Sánchez · Franco Reynoso |                                |  |

| 29 de octubre | Argentino (Benito Juárez) | 0:4 | Defensores (Ayacucho)                             | Gastón Lafón, Benito Juárez |  |
|               |                           |     | Nicolás Barrutia · Juan José Jalil · Walter Gómez |                             |  |

| 29 de octubre | Santamarina (Tandil)                                                                                      | 6:0     | Juventud Agraria (Rauch) | Club Hípico, Tandil       |                           |
|               | Juan Juárez 15' 40' · Dardo Villa 20' · Bernardo Lasarte 45' · Agustín Politano 68' · Marcos Schwindt 90' | Reporte |                          | Árbitro(s): Nicolás Terni | Árbitro(s): Nicolás Terni |

| 29 de octubre | Velense (M. I. Vela)                                  | 3:0 | Botafogo (Rauch) | Miguel Ochoa, Vela     |                        |
|               | Nicolás Camarzana · Gonzalo Álvarez · Kevin Fernández |     |                  | Árbitro(s): Paulo Latú | Árbitro(s): Paulo Latú |

| 29 de octubre | Atlético Ayacucho                   | 2:2 | Excursionistas (Tandil)        | Mpal. José Barbieri, Ayacucho |  |
|               | Julián Aguirre · Mariano Montalivet |     | Diego Andolfati · Roque Yuvisa |                               |  |

| 28 de octubre | Defensores del Cerro (Tandil)    | 2:3 | Gimnasia (Tandil) | Mpal. Gral. San Martín, Tandil |                             |
|               | Marcelo Vázquez · Marcelo Abadie |     | Juan Barbeira     | Árbitro(s): Víctor González    | Árbitro(s): Víctor González |

| 29 de octubre | Villa Aguirre (Tandil) | 1:1     | Loma Negra (Barker)   | Dámaso Latasa, Tandil       |                             |
|               | Mauricio Roldán 51'    | Reporte | Franco Valdebenito 2' | Árbitro(s): Víctor González | Árbitro(s): Víctor González |

| 29 de octubre | San Lorenzo (Rauch)                                | 3:0 | Ferroviarios (Benito Juárez) | Municipal, Rauch |  |
|               | César Hernández · Joaquín Celiberti · Darío Roldán |     |                              |                  |  |

| 29 de octubre | Deportivo Tandil (Tandil) | 1:1 | Ateneo Estrada (Ayacucho) | Gimansia, Tandil |  |
|               | Carlos Rastel             |     | Rodrigo Zárate            |                  |  |

| 29 de octubre | Sarmiento (Ayacucho) | 0:0 | Grupo Universitario (Tandil) | Mpal. José Barbieri, Ayacucho |  |

| 30 de octubre | Independiente (Tandil)                           | 4:3 | Juarense (Benito Juárez)          | Club Hípico, Tandil             |                                 |
|               | Gonzalo Rotonda · Emilio Galavert · Nicasio Elia |     | Luciano Silva · Germán González · | Árbitro(s): Sebastián Quinteros | Árbitro(s): Sebastián Quinteros |

| 5 de noviembre | Juventud Agraria (Rauch) | PP:GP | Velense (M. I. Vela) |  |  |
| El partido no se disputó debido al retiro del certamen por parte de Juventud Agraria. Se le dio por ganado el partido 2-0 a Velense. |                          |       |                      |  |  |

| 5 de noviembre | Defensores (Ayacucho) | 1:0 | San José (Tandil) | Mpal. José Barbieri, Ayacucho |  |
|                | Alejandro Atela       |     |                   |                               |  |

| 5 de noviembre | Ferrocarril Sud (Tandil)           | 2:0 | Excursionistas (Tandil) | Dámaso Latasa, Tandil            |                                  |
|                | Franco Reynoso · Gustavo Arozarena |     |                         | Árbitro(s): Víctor Hugo González | Árbitro(s): Víctor Hugo González |

| 5 de noviembre | Botafogo (Rauch) | 0:4 | Atlético Ayacucho                   | Botafogo, Rauch             |                             |
|                |                  |     | Julián Aguirre · Mariano Montalivet | Árbitro(s): Paulo Caballero | Árbitro(s): Paulo Caballero |

| 5 de noviembre | UNICEN (Tandil) | 0:0     | Argentino (Benito Juárez) | Excursionistas, Tandil          |                                 |
|                |                 | Reporte |                           | Árbitro(s): Sebastián Quinteros | Árbitro(s): Sebastián Quinteros |

| 5 de noviembre | Sarmiento (Ayacucho)                                 | 5:1 | Defensores del Cerro (Tandil) | Mpal. José Barbieri, Ayacucho |  |
|                | Leonardo Serfaty · Ricardo Sendra · Federico Moreyra |     | Claudio Colotti               |                               |  |

| 5 de noviembre | Juarense (Benito Juárez)                                                  | 5:0     | Deportivo Tandil (Tandil) | Gastón Lafón, Benito Juárez |                            |
|                | Luciano Silva · Germán González · Nicolás Tolosa · Diego Vargas -' (a.g.) | Reporte |                           | Árbitro(s): Pericles Pérez  | Árbitro(s): Pericles Pérez |

| 5 de noviembre | Loma Negra (Barker)           | 3:3 | San Lorenzo (Rauch)                  | Loma Negra, Villa Cacique |                           |
|                | Pablo Burgos · Emiliano Baier |     | Nicolás Lezcano · Maximiliano Roldán | Árbitro(s): Carlos Rivero | Árbitro(s): Carlos Rivero |

| 5 de noviembre | Gimnasia (Tandil) | 1:1 | Villa Aguirre (Tandil) | Gimnasia, Tandil               |                                |
|                | Martín Ostinelli  |     | Gastón Núñez           | Árbitro(s): Marcos Altamiranda | Árbitro(s): Marcos Altamiranda |

| 5 de noviembre | Grupo Universitario (Tandil) | 0:1 | Ateneo Estrada (Ayacucho) | Movediza, Tandil          |                           |
|                |                              |     | Matías Correa             | Árbitro(s): Lucas Novelli | Árbitro(s): Lucas Novelli |

| 5 de noviembre | Ferroviarios (Benito Juárez) | 0:3     | Independiente (Tandil)                                       | Ferroviarios, Benito Juárez |                            |
|                |                              | Reporte | Amiel Cuestas · Fermín Sánchez · Sebastián Loustau -' (a.g.) | Árbitro(s): Horacio Alonso  | Árbitro(s): Horacio Alonso |

| 12 de noviembre | San José (Tandil) | 1:2 | UNICEN (Tandil)                   | Movediza, Tandil                 |                                  |
|                 | Paolo Colantonio  |     | Martín Rivarola · Néstor Ferreyro | Árbitro(s): Víctor Hugo González | Árbitro(s): Víctor Hugo González |

| 12 de noviembre | Santamarina (Tandil) | 1:1     | Defensores (Ayacucho) | Club Hípico, Tandil    |                        |
|                 | Germán Giannacini    | Reporte | Nicolás Barrutia      | Árbitro(s): Paulo Latú | Árbitro(s): Paulo Latú |

| 12 de noviembre | Excursionistas (Tandil) | GP:PP   | Botafogo (Rauch) | Excursionistas, Tandil    |                           |
| |                         | Reporte |                  | Árbitro(s): Carlos Rivero | Árbitro(s): Carlos Rivero |
| El partido no se disputó ya los visitantes equivocaron el horario del cotejo. Se le dio por ganado el partido 2-0 a Excursionistas. |                         |         |                  |                           |                           |

| 12 de noviembre | Atlético Ayacucho | GP:PP | Juventud Agraria (Rauch) | Mpal. José Barbieri, Ayacucho |  |
| El partido no se disputó debido al retiro del certamen por parte de Juventud Agraria. Se le dio por ganado el partido 2-0 a Atlético Ayacucho. |                   |       |                          |                               |  |

| 12 de noviembre | Argentino (Benito Juárez) | 1:6     | Ferrocarril Sud (Tandil) | Gastón Lafón, Benito Juárez |                            |
|                 | Nicolás Robledo 27' ·     | Reporte | Gustavo Arozarena 55' · Leandro Candia 67' · Emiliano Aranda 70' · Damián Villar 75' · Franco Reynoso 83' · Julián Villalba 90' | Árbitro(s): Horacio Alonso  | Árbitro(s): Horacio Alonso |

| 12 de noviembre | San Lorenzo (Rauch) | 0:2 | Gimnasia (Tandil)             | Municipal, Rauch |  |
|                 |                     |     | Martín Ostinelli · Juan Kwist |                  |  |

| 12 de noviembre | Independiente (Tandil)              | 3:1 | Loma Negra (Barker) | Agustín F. Berroeta, Tandil    |                                |
|                 | Gonzalo Rotonda · Mariano Rodríguez |     | Ricardo Baier       | Árbitro(s): Marcos Altamiranda | Árbitro(s): Marcos Altamiranda |

| 12 de noviembre | Deportivo Tandil (Tandil)                 | 3:0 | Ferroviarios (Benito Juárez) | Gimnasia, Tandil            |                             |
|                 | Federico Díaz · Saúl Rivero · Martín Díaz |     |                              | Árbitro(s): Gustavo Beckman | Árbitro(s): Gustavo Beckman |

| 12 de noviembre | Ateneo Estrada (Ayacucho)         | 2:2 | Juarense (Benito Juárez)              | Mpal. José Barbieri, Ayacucho |                             |
|                 | Alex Córdoba · Juan Pablo Vicente |     | Luciano Silva · Luis Misson -' (a.g.) | Árbitro(s): Daniel Figueroa   | Árbitro(s): Daniel Figueroa |

| 12 de noviembre | Villa Aguirre (Tandil) | 0:3 | Sarmiento (Ayacucho)               | Dámaso Latasa, Tandil     |                           |
|                 |                        |     | Leonardo Serfaty · Braulio Lorenzo | Árbitro(s): Lucas Novelli | Árbitro(s): Lucas Novelli |

| 12 de noviembre | Defensores del Cerro (Tandil) | 0:3 | Grupo Universitario (Tandil)                   | Mpal. Gral. San Martín, Tandil |                                |
|                 |                               |     | Lucas Giménez · Mario Cabrera · Jonatan Otegui | Árbitro(s): Marcos Altamiranda | Árbitro(s): Marcos Altamiranda |

| 19 de noviembre | UNICEN (Tandil) | 1:2 | Santamarina (Tandil)             | Excursionistas, Tandil          |                                 |
|                 | Martín Rivarola |     | Gerardo Krüger · Guillermo Veloz | Árbitro(s): Guillermo Giacoboni | Árbitro(s): Guillermo Giacoboni |

| 19 de noviembre | Argentino (Benito Juárez) | 2:2     | San José (Tandil)                         | Gatón Lafón, Benito Juárez   |                              |
|                 | Gastón Perrone 7' 61'     | Reporte | Federico Ávila 62' · Paolo Colantonio 75' | Árbitro(s): Daniel Iturregui | Árbitro(s): Daniel Iturregui |

| 19 de noviembre | Juventud Agraria (Rauch) | PP:GP | Excursionistas (Tandil) |  |  |
| El partido no se disputó debido al retiro del certamen por parte de Juventud Agraria. Se le dio por ganado el partido 2-0 a Excursionistas. |                          |       |                         |  |  |

| 19 de noviembre | Defensores (Ayacucho) | 1:0 | Velense (M. I. Vela) | Mpal. José Barbieri, Ayacucho |  |
|                 | Ramiro Turón          |     |                      |                               |  |

| 20 de noviembre | Ferrocarril Sud (Tandil)                                                                             | 7:0 | Botafogo (Rauch) | Dámaso Latasa, Tandil  |                        |
|                 | Emiliano Aranda · Federico Cadona · Juan Sánchez · Franco Reynoso · Damián Villar · Pedro Etchegaray |     |                  | Árbitro(s): Paulo Latú | Árbitro(s): Paulo Latú |

| 18 de noviembre | Gimnasia (Tandil) | 0:3     | Independiente (Tandil)                                            | Mpal. Gral. San Martín, Tandil |                             |
|                 |                   | Reporte | Gonzalo Rotonda 50' · Joaquín Hernández 66' · Emilio Galavert 89' | Árbitro(s): Víctor González    | Árbitro(s): Víctor González |

| 19 de noviembre | Ferroviarios (Benito Juárez) | 0:2     | Ateneo Estrada (Ayacucho) | Ferroviarios, Benito Juárez |                            |
|                 |                              | Reporte | Alex Córdoba 24' 90+1'    | Árbitro(s): Rómulo Acevedo  | Árbitro(s): Rómulo Acevedo |

| 19 de noviembre | Grupo Universitario (Tandil)                                  | 4:1 | Juarense (Benito Juárez) | Movediza, Tandil            |                             |
|                 | Lucas Zabala · Juan Montani · Mario Cabrera · Nicolás Peralta |     | Germán González          | Árbitro(s): Gustavo Beckman | Árbitro(s): Gustavo Beckman |

| 19 de noviembre | Sarmiento (Ayacucho)                                       | 5:3 | San Lorenzo (Rauch)          | Mpal. José Barbieri, Ayacucho |  |
|                 | Leonardo Serfaty · Ricardo Sendra · Juan Peluffo -' (a.g.) |     | Bruno Lara · Nicolás Lezcano |                               |  |

| 19 de noviembre | Defensores del Cerro (Tandil) | 0:2     | Villa Aguirre (Tandil) | Mpal. Gral. San Martín, Tandil |                                |
|                 |                               | Reporte | Martín Pradal 64' 72'  | Árbitro(s): Marcos Altamiranda | Árbitro(s): Marcos Altamiranda |

| 20 de noviembre | Loma Negra (Barker)         | 2:1 | Deportivo Tandil (Tandil) | Loma Negra, Villa Cacique |                           |
|                 | Pablo Burgos · Martín Baier |     | Agustín Camilatti         | Árbitro(s): Lucas Novelli | Árbitro(s): Lucas Novelli |

| 26 de noviembre | Velense (M. I. Vela)                                  | 3:1 | UNICEN (Tandil) | Miguel Ochoa, Vela     |                        |
|                 | Laureano Pereyra · Martín Zabaleta · Ezequiel Saracho |     | Claudio Roldán  | Árbitro(s): Paulo Latú | Árbitro(s): Paulo Latú |

| 26 de noviembre | Santamarina (Tandil)                                                | 6:0 | Argentino (Benito Juárez) | Club Hípico, Tandil    |                        |
|                 | Rodolfo Valerio · Bernardo Lasarte · Nicolás Valerio · Matías Gogna |     |                           | Árbitro(s): Diego Albo | Árbitro(s): Diego Albo |

| 26 de noviembre | Atlético Ayacucho | 1:0 | Defensores (Ayacucho) | Mpal. José Barbieri, Ayacucho |                             |
|                 | Julián Aguirre    |     |                       | Árbitro(s): Daniel Figueroa   | Árbitro(s): Daniel Figueroa |

| 26 de noviembre | San José (Tandil) | 2:4 | Ferrocarril Sud (Tandil)                                          | Movediza, Tandil          |                           |
|                 | Paolo Colantonio  |     | Emiliano Aranda · Facundo Franco · Manuel López · Federico Cadona | Árbitro(s): Lucas Novelli | Árbitro(s): Lucas Novelli |

| 26 de noviembre | Botafogo (Rauch) | GP:PP | Juventud Agraria (Rauch) | Botafogo, Rauch |  |
| El partido no se disputó debido al retiro del certamen por parte de Juventud Agraria. Se le dio por ganado el partido 2-0 a Botafogo. |                  |       |                          |                 |  |

| 25 de noviembre | Villa Aguirre (Tandil)                                    | 3:4     | Grupo Universitario (Tandil)              | Mpal. Gral. San Martín, Tandil |                             |
|                 | Juan Rolón 73' · Emanuel Morondo 70' · Matías Acevedo 83' | Reporte | Juan Rossi 5' · Lucas Giménez 35' 77' 88' | Árbitro(s): Gustavo Beckman    | Árbitro(s): Gustavo Beckman |

| 25 de noviembre | Independiente (Tandil)                                                 | 3:2     | Sarmiento (Ayacucho)                      | Mpal. Gral. San Martín, Tandil |                             |
|                 | Emilio Galavert 1' · Gastón Olavarrieta 88' · Maximiliano Villar 90+2' | Reporte | Abel Najurieta 16' · Federico Moreira 63' | Árbitro(s): Víctor González    | Árbitro(s): Víctor González |

| 26 de noviembre | Deportivo Tandil (Tandil) | 1:1 | Gimnasia (Tandil) | Gimnasia, Tandil          |                           |
|                 | Agustín Stupino           |     | Juan Elgadale     | Árbitro(s): Nicolás Terni | Árbitro(s): Nicolás Terni |

| 26 de noviembre | Ateneo Estrada (Ayacucho) | 0:1 | Loma Negra (Barker) | Mpal. José Barbieri, Ayacucho |  |
|                 |                           |     | Alfonso Constantín  |                               |  |

| 26 de noviembre | Juarense (Benito Juárez) | 0:0     | Ferroviarios (Benito Juárez) | Ferroviarios, Benito Juárez |                            |
|                 |                          | Reporte |                              | Árbitro(s): Horacio Alonso  | Árbitro(s): Horacio Alonso |

| 26 de noviembre | San Lorenzo (Rauch) | 0:5 | Defensores del Cerro (Tandil)                      | Municipal, Rauch |  |
|                 |                     |     | Ezequiel Lucero · Marcos Colotti · Marcelo Vázquez |                  |  |

## Play-off
|  | Cuartos de final                 | Cuartos de final                 |                      |                          | Semifinales        | Semifinales        |  |                          | Final                | Final                |  |
|  | 28 de noviembre y 1 de diciembre | 28 de noviembre y 1 de diciembre |                      |                          | 4 y 8 de diciembre | 4 y 8 de diciembre |  |                          | 11 y 14 de diciembre | 11 y 14 de diciembre |  |
|  |                                  |                                  |                      |                          |                    |                    |  |                          |                      |                      |  |
|  |                                  |                                  |                      |                          |                    |                    |  |                          |                      |                      |  |
|  | Ferrocarril Sud (Tandil)         | 1 (3)                            |                      |                          |                    |                    |  |                          |                      |                      |  |
|  | Ferrocarril Sud (Tandil)         | 1 (3)                            |                      |                          |                    |                    |  |                          |                      |                      |  |
|  | Grupo Universitario (Tandil)     | 1 (1)                            |                      |                          |                    |                    |  |                          |                      |                      |  |
|  | Grupo Universitario (Tandil)     | 1 (1)                            |                      | Ferrocarril Sud (Tandil) | 2                  |                    |  |                          |                      |                      |  |
|  |                                  |                                  |                      | Ferrocarril Sud (Tandil) | 2                  |                    |  |                          |                      |                      |  |
|  |                                  |                                  | Velense (M. I. Vela) | 0                        |                    |                    |  |                          |                      |                      |  |
|  | Independiente (Tandil)           | 0                                | Velense (M. I. Vela) | 0                        |                    |                    |  |                          |                      |                      |  |
|  | Independiente (Tandil)           | 0                                |                      |                          |                    |                    |  |                          |                      |                      |  |
|  | Velense (M. I. Vela)             | 1                                |                      |                          |                    |                    |  |                          |                      |                      |  |
|  | Velense (M. I. Vela)             | 1                                |                      |                          |                    |                    |  | Ferrocarril Sud (Tandil) | 1 2                  |                      |  |
|  |                                  |                                  |                      |                          |                    |                    |  | Ferrocarril Sud (Tandil) | 1 2                  |                      |  |
|  |                                  |                                  | Sarmiento (Ayacucho) | 1 0                      |                    |                    |  |                          |                      |                      |  |
|  | Defensores (Ayacucho)            | 2                                | Sarmiento (Ayacucho) | 1 0                      |                    |                    |  |                          |                      |                      |  |
|  | Defensores (Ayacucho)            | 2                                |                      |                          |                    |                    |  |                          |                      |                      |  |
|  | Ateneo Estrada (Ayacucho)        | 1                                |                      |                          |                    |                    |  |                          |                      |                      |  |
|  | Ateneo Estrada (Ayacucho)        | 1                                |                      | Defensores (Ayacucho)    | 2                  |                    |  |                          |                      |                      |  |
|  |                                  |                                  |                      | Defensores (Ayacucho)    | 2                  |                    |  |                          |                      |                      |  |
|  |                                  |                                  | Sarmiento (Ayacucho) | 3                        |                    |                    |  |                          |                      |                      |  |
|  | Sarmiento (Ayacucho)             | 1 (3)                            | Sarmiento (Ayacucho) | 3                        |                    |                    |  |                          |                      |                      |  |
|  | Sarmiento (Ayacucho)             | 1 (3)                            |                      |                          |                    |                    |  |                          |                      |                      |  |
|  | Santamarina (Tandil)             | 1 (2)                            |                      |                          |                    |                    |  |                          |                      |                      |  |
|  | Santamarina (Tandil)             | 1 (2)                            |                      |                          |                    |                    |  |                          |                      |                      |  |
|  |                                  |                                  |                      |                          |                    |                    |  |                          |                      |                      |  |

| Ganador Clausura 2011    |
| ------------------------ |
| Ferrocarril Sud (Tandil) |

### Cuartos de final
| 28 de noviembre de 2011 | Ferrocarril Sud (Tandil)                                                  | 1:1 (3:1 p.)               | Archivo:Club Grupo Universitario (Tandil).png Grupo Universitario (Tandil) | Dámaso Latasa, Tandil          |                                |
|                         | Damián Villar 19' · Daniel Candia                                         | Reporte                    | Leandro Parra 20' · Ezequiel Ithurralde                                    | Árbitro(s): Marcos Altamiranda | Árbitro(s): Marcos Altamiranda |
|                         |                                                                           | Tiros desde el punto penal |                                                                            |                                |                                |
|                         | Gustavo Arozarena · Marcos Aberastegui · Franco Reynoso · Juan R. Sánchez |                            | Leandro Parra · Lucas Zabala · Agustín Olaechea · Sebastián Baquero        |                                |                                |

| 1 de diciembre de 2011 | Independiente (Tandil) | 0:1     | Velense (M. I. Vela) | Mpal. Gral. San Martín, Tandil |                           |
|                        |                        | Reporte | Laureano Pereyra 56' | Árbitro(s): Nicolás Terni      | Árbitro(s): Nicolás Terni |

| 28 de noviembre de 2011 | Defensores (Ayacucho)                     | 2:1     | Ateneo Estrada (Ayacucho) | Mpal. José Barbieri, Ayacucho  |                                |
|                         | Víctor Gorrassi 75' · Alejandro Atela 88' | Reporte | Rodrigo Zárate 85'        | Árbitro(s): Alejandro Troncoso | Árbitro(s): Alejandro Troncoso |

| 28 de noviembre de 2011 | Sarmiento (Ayacucho)                                                                                      | 1:1 (3:2 p.)               | Santamarina (Tandil)                                                                              | Mpal. José Barbieri, (Ayacucho) |                             |
|                         | Abel Najurieta 46'                                                                                        | Reporte                    | Nicolás Valerio 80'                                                                               | Árbitro(s): Daniel Figueroa     | Árbitro(s): Daniel Figueroa |
|                         | | Tiros desde el punto penal |                                                                                                   |                                 |                             |
|                         | Leonardo Serfaty · Federico Moreira · Gonzalo Ialea · Nahuel Barragán · Ricardo Sendra · Leandro Aparicio |                            | Rodolfo Valerio · Gogna · Agustín Ferragine · Germán Giannaccini · Diego Bucci · Agustín Politano |                                 |                             |

### Semifinal
| 8 de diciembre de 2011 | Ferrocarril Sud (Tandil) | 2:0     | Velense (M. I. Vela)                                         | Dámaso Latasa, Tandil     |                           |
|                        | Federico Cadona 37' 72'  | Reporte | Franco Trama Jerónimo Di Fonzo Ezequiel Saracho Hugo Quintas | Árbitro(s): Lucas Novelli | Árbitro(s): Lucas Novelli |

| 4 de diciembre de 2011 | Defensores (Ayacucho)   | 2:3     | Sarmiento (Ayacucho)                          | Mpal. José Barbieri, Ayacucho |  |
|                        | Víctor Gorrassi 45' 51' | Reporte | Ricardo Sendra 53' · Leonardo Serfaty 58' 78' |                               |  |

### Final
| ida; 11 de diciembre de 2011 | Sarmiento (Ayacucho)                  | 1:1     | Ferrocarril Sud (Tandil) | Mpal. José Barbieri, Ayacucho |                             |
|                              | Leonardo Serfaty 52' · Ricardo Sendra | Reporte | Pedro Etchegaray 22'     | Árbitro(s): Daniel Figueroa   | Árbitro(s): Daniel Figueroa |

| SARMIENTO 1                                                | FERROCARRIL SUD 1                                           |
| ---------------------------------------------------------- | ----------------------------------------------------------- |
| POR Juan C. Albano                                         | POR Federico Irureta                                        |
| DEF Nahuel Barragán                                        | DEF Leandro Candia                                          |
| DEF Luciano Lorenzo                                        | DEF Emiliano Aranda                                         |
| DEF Pablo Otemuro                                          | DEF Marcos Aberastegui                                      |
| DEF Marcos Martínez                                        | DEF Emanuel Villegas                                        |
| MED Abel Najurieta                                         | MED Juan Sánchez                                            |
| MED Leandro Aparicio                                       | MED Gustavo Arozarena                                       |
| MED Braulio Lorenzo                                        | MED Damián Villar                                           |
| MED Federico Moreira                                       | MED Pedro Etchegaray                                        |
| DEL Ricardo Sendra                                         | DEL Matías Southwell                                        |
| DEL Leonardo Serfaty                                       | DEL Federico Cadona                                         |
| DT Juan P. Erreguerena                                     | DT Oscar López                                              |
| Cambios: Nicolás Toledo X Martínez Martín Scerbo X Lorenzo | Cambios: Franco Reynoso X Villar Rodrigo García X Southwell |

«Ferrocarril Sud Campeón del Unión Regional Deportiva 2011» en YouTube.
| vuelta; 14 de diciembre de 2011 | Ferrocarril Sud (Tandil)                                    | 2:0     | Sarmiento (Ayacucho) | Mpal. Gral. San Martín, Tandil |                        |
|                                 | Gustavo Arozarena 43' · Damián Villar 81' · Juan R. Sánchez | Reporte | Luciano Lorenzo      | Árbitro(s): Paulo Latú         | Árbitro(s): Paulo Latú |

| FERROCARRIL SUD 2                                                                     | SARMIENTO 0                                                        |
| ------------------------------------------------------------------------------------- | ------------------------------------------------------------------ |
| POR Federico Irureta                                                                  | POR Juan C. Albano                                                 |
| DEF Facundo Franco                                                                    | DEF Nahuel Barragán                                                |
| DEF Emiliano Aranda                                                                   | DEF Gonzalo Ialea                                                  |
| DEF Marcos Aberastegui                                                                | DEF Luciano Lorenzo                                                |
| DEF Leandro Candia                                                                    | DEF Pablo Otemuro                                                  |
| MED Juan Sánchez                                                                      | MED Braulio Lorenzo                                                |
| MED Gustavo Arozarena                                                                 | MED Leandro Aparicio                                               |
| MED Pedro Etchegaray                                                                  | MED Federico Moreira                                               |
| MED Damián Villar                                                                     | DEL Abel Najurieta                                                 |
| DEL Franco Reynoso                                                                    | DEL Leonardo Serfaty                                               |
| DEL Federico Cadona                                                                   | DEL Nicolás Toledo                                                 |
| DT Oscar López                                                                        | DT Juan P. Erreguerena                                             |
| Cambios: Rodrigo García X Reynoso Julián Villalba X Etchegaray Manuel López X Villar. | Cambios: Renzo Pastorino X Toledo Martín Scerbo X Braulio Lorenzo. |

## Goleadores del clausura
| Jugador              | Jugador          | Goles | Equipo                   |
| -------------------- | ---------------- | ----- | ------------------------ |
| Bandera de Argentina | Leonardo Serfaty | 15    | Sarmiento (Ayacucho)     |
| Bandera de Argentina | Luciano Silva    | 11    | Juarense (Benito Juárez) |
| Bandera de Argentina | Julian Aguirre   | 9     | Atlético (Ayacucho)      |
| Bandera de Argentina | Ricardo Sendra   | 8     | Sarmiento (Ayacucho)     |
| Bandera de Argentina | Marcelo Vazquuez | 7     | Def. del Cerro (Tandil)  |

- Fuente: * Goleadores (enlace roto disponible en Internet Archive; véase el historial, la primera versión y la última).

## Tabla general
| Equipos                       | Pts. | PJ | PG | PE | PP | GF | GC | Dif. |
| ----------------------------- | ---- | -- | -- | -- | -- | -- | -- | ---- |
| Ferrocarril Sud (Tandil)      | 73   | 29 | 23 | 4  | 2  | 75 | 20 | 55   |
| Independiente (Tandil)        | 54   | 24 | 17 | 3  | 4  | 67 | 27 | 40   |
| Defensores del Cerro (Tandil) | 48   | 27 | 15 | 3  | 9  | 55 | 38 | 17   |
| Sarmiento (Ayacucho)          | 47   | 27 | 14 | 5  | 8  | 57 | 32 | 25   |
| Grupo Universitario (Tandil)  | 45   | 24 | 13 | 6  | 5  | 54 | 22 | 32   |
| Defensores (Ayacucho)         | 42   | 24 | 12 | 6  | 6  | 34 | 22 | 12   |
| Atlético Ayacucho             | 39   | 23 | 12 | 3  | 8  | 44 | 35 | 9    |
| Villa Aguirre (Tandil)        | 38   | 24 | 11 | 5  | 8  | 38 | 35 | 3    |
| Santamarina (Tandil)          | 37   | 22 | 10 | 7  | 5  | 48 | 27 | 21   |
| Excursionistas (Tandil)       | 37   | 22 | 11 | 4  | 7  | 35 | 30 | 5    |
| Ateneo Estrada (Ayacucho)     | 36   | 25 | 10 | 6  | 9  | 39 | 36 | 3    |
| Velense (M. I. Vela)          | 35   | 22 | 10 | 5  | 7  | 30 | 23 | 7    |
| Gimnasia (Tandil)             | 34   | 23 | 9  | 7  | 7  | 42 | 33 | 9    |
| Juarense (Benito Juárez)      | 33   | 23 | 8  | 9  | 6  | 38 | 27 | 11   |
| UNICEN (Tandil)               | 28   | 23 | 8  | 4  | 11 | 25 | 28 | -3   |
| Loma Negra (Barker)           | 27   | 22 | 6  | 9  | 7  | 23 | 34 | -11  |
| San José (Tandil)             | 26   | 21 | 7  | 5  | 9  | 29 | 32 | -3   |
| Argentino (Benito Juárez)     | 24   | 21 | 6  | 6  | 9  | 21 | 34 | -13  |
| Deportivo Tandil (Tandil)     | 14   | 22 | 3  | 5  | 14 | 21 | 45 | -24  |
| Botafogo (Rauch)              | 11   | 20 | 3  | 2  | 15 | 14 | 48 | -34  |
| San Lorenzo (Rauch)           | 9    | 22 | 2  | 3  | 17 | 21 | 71 | -50  |
| Ferroviarios (Benito Juárez)  | 4    | 22 | 1  | 1  | 20 | 12 | 76 | -64  |
| Juventud Agraria (Rauch)      | 3    | 20 | 0  | 3  | 17 | 14 | 58 | -44  |

## Campeón
| Ferrocarril Sud (Tandil) 1.er título |

| Todas las ediciones del torneo (En negrita la última edición ganada por ese club) | Todas las ediciones del torneo (En negrita la última edición ganada por ese club) | Todas las ediciones del torneo (En negrita la última edición ganada por ese club) |
| Unión Regional Deportiva                                                          | Unión Regional Deportiva                                                          | Unión Regional Deportiva                                                          |
| --------------------------------------------------------------------------------- | --------------------------------------------------------------------------------- | --------------------------------------------------------------------------------- |
| Unión Regional Deportiva 2007 Independiente (Tandil) (1)                          | Unión Regional Deportiva 2008 Independiente (Tandil) (2)                          | Unión Regional Deportiva 2009 Santamarina (Tandil) (1)                            |
| Unión Regional Deportiva 2010 Atlético-Defensores (Ayacucho) (1)                  | Unión Regional Deportiva 2011 Ferrocarril Sud (Tandil) (1)                        | Unión Regional Deportiva 2012 Ferrocarril Sud (Tandil) (2)                        |
| Unión Regional Deportiva 2013 Independiente (Tandil) (3)                          |                                                                                   |                                                                                   |

| Predecesor: Unión Regional Deportiva 2010 | Unión Regional Deportiva 2011 | Sucesor: Unión Regional Deportiva 2012 |